# Le Barcarès
Le Barcarès  (en catalan El Barcarès), aussi appelé Port Barcarès, est une commune française située dans le nord-est du département des Pyrénées-Orientales, en région Occitanie. Sur le plan historique et culturel, la commune est dans le Roussillon, une ancienne province du royaume de France, qui a existé de 1659 jusqu'en 1790 et qui recouvrait les trois vigueries du Roussillon, du Conflent et de Cerdagne.
Exposée à un climat méditerranéen, elle est drainée par l'Agly. La commune possède un patrimoine naturel remarquable : deux sites Natura 2000 (le « complexe lagunaire de Salses » et le « complexe lagunaire de Salses-Leucate »), deux espaces protégés (le « Mas de l'Isle » et l'étang de Salses-Leucate) et six zones naturelles d'intérêt écologique, faunistique et floristique.
Le Barcarès est une commune rurale et littorale qui compte 6 203 habitants en 2022, après avoir connu une forte hausse de la population depuis 1962. Elle est dans l'agglomération de Saint-Laurent-de-la-Salanque et fait partie de l'aire d'attraction de Perpignan. Ses habitants sont appelés les Barcarésiens ou  Barcarésiennes.

## Géographie

### Localisation
La commune du Barcarès se trouve dans le département des Pyrénées-Orientales, en région Occitanie.
Elle se situe à 15 km à vol d'oiseau de Perpignan, préfecture du département, et à 4 km de Saint-Laurent-de-la-Salanque, bureau centralisateur du canton de la Côte salanquaise dont dépend la commune depuis 2015 pour les élections départementales.
La commune fait en outre partie du bassin de vie de Saint-Laurent-de-la-Salanque.
Les communes les plus proches sont : 
Saint-Laurent-de-la-Salanque (4,0 km), Torreilles (5,0 km), Saint-Hippolyte (5,6 km), Sainte-Marie-la-Mer (7,0 km), Claira (7,2 km), Villelongue-de-la-Salanque (7,9 km), Canet-en-Roussillon (9,5 km), Bompas (10,5 km).
Sur le plan historique et culturel, Le Barcarès fait partie de l'ancienne province du royaume de France, le Roussillon, qui a existé de 1659 jusqu'à la création du département des Pyrénées-Orientales en 1790 et qui recouvrait les trois vigueries du Roussillon, du Conflent et de Cerdagne.

### Communes limitrophes
Les communes limitrophes sont Leucate, Saint-Hippolyte, Saint-Laurent-de-la-Salanque, Salses-le-Château et Torreilles.
| Salses-le-Château, Saint-Hippolyte (par un quinquepoint) | Leucate (Aude) |                  |
| Saint-Laurent-de-la-Salanque                             | du Barcarès    | Mer Méditerranée |
|                                                          | Torreilles     |                  |

### Géologie et relief
La superficie de la commune est de 1 165 hectares. L'altitude de la commune varie entre 0 et 4 mètres. Le centre du village est à une altitude de 2 m.
La commune est classée en zone de sismicité 3, correspondant à une sismicité modérée. Cependant le risque n'est pas à exclure.

### Hydrographie

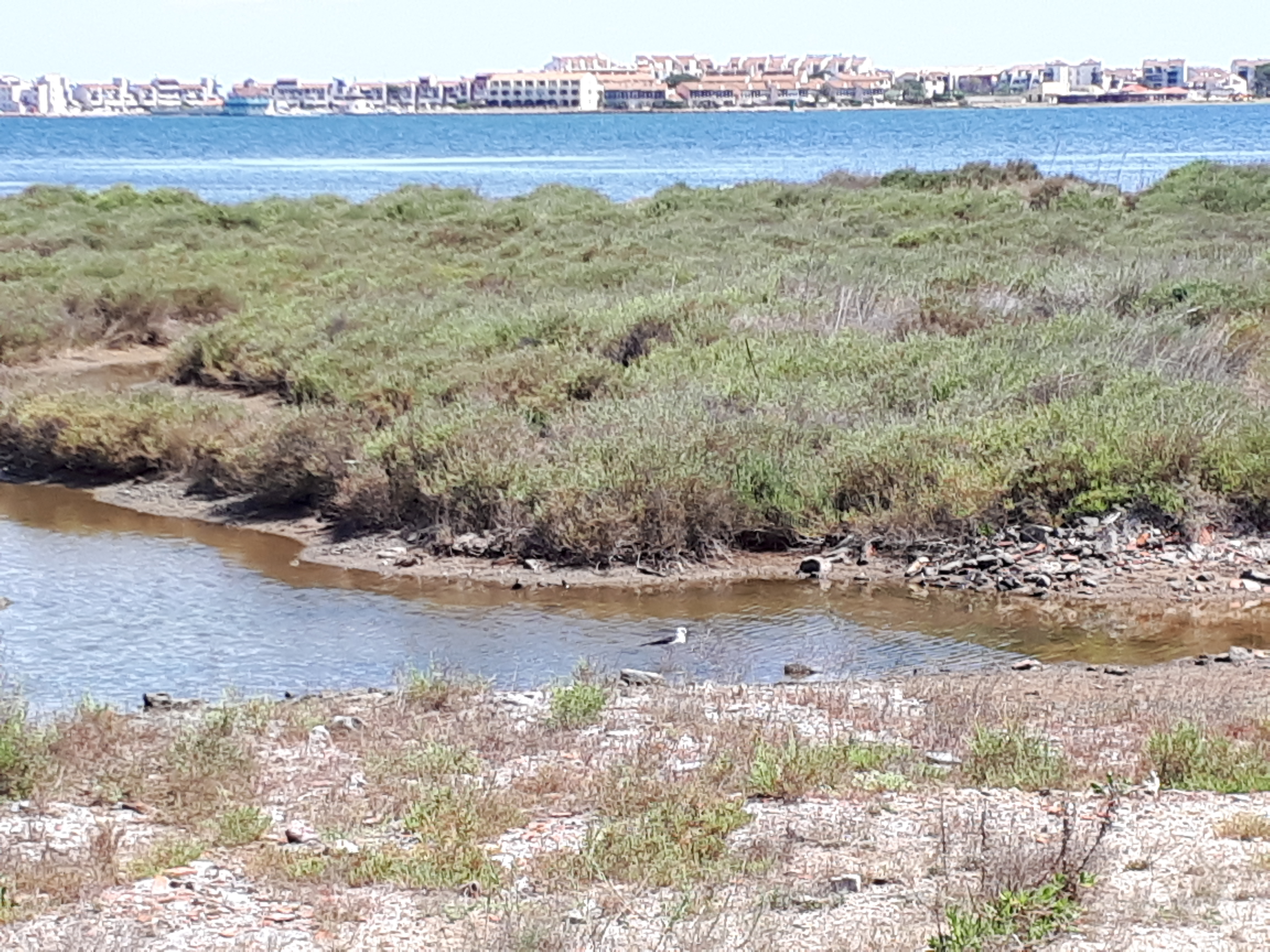
Petit échassier au bord de l'étang; Le Barcarès au loin.

- Étang de Salses.

### Climat
Pour des articles plus généraux, voir Climat de l'Occitanie et Climat des Pyrénées-Orientales.
En 2010, le climat de la commune est de type climat méditerranéen franc, selon une étude du CNRS s'appuyant sur une série de données couvrant la période 1971-2000. En 2020, Météo-France publie une typologie des climats de la France métropolitaine dans laquelle la commune est exposée à un climat méditerranéen et est dans la région climatique Provence, Languedoc-Roussillon, caractérisée par une pluviométrie faible en été, un très bon ensoleillement (2 600 h/an), un été chaud (21,5 °C), un air très sec en été, sec en toutes saisons, des vents forts (fréquence de 40 à 50 % de vents > 5 m/s) et peu de brouillards.
Pour la période 1971-2000, la température annuelle moyenne est de 14,9 °C, avec une amplitude thermique annuelle de 15,1 °C. Le cumul annuel moyen de précipitations est de 557 mm, avec 5,1 jours de précipitations en janvier et 2,3 jours en juillet. Pour la période 1991-2020, la température moyenne annuelle observée sur la station météorologique la plus proche, située sur la commune de Torreilles à 5 km à vol d'oiseau, est de 15,5 °C et le cumul annuel moyen de précipitations est de 554,7 mm,. Pour l'avenir, les paramètres climatiques de la commune estimés pour 2050 selon différents scénarios d’émission de gaz à effet de serre sont consultables sur un site dédié publié par Météo-France en novembre 2022.

### Milieux naturels et biodiversité

#### Espaces protégés
La protection réglementaire est le mode d’intervention le plus fort pour préserver des espaces naturels remarquables et leur biodiversité associée,.
Dans ce cadre, la commune fait partie.
Deux espaces protégés sont présents sur la commune : 
- le « Mas de l'Isle », un terrain acquis par le Conservatoire du Littoral, d'une superficie de 47,6 ha[19],[20] ;
- l'étang de Salses-Leucate, une zone humide protégée par la convention de Ramsar, d'une superficie de 7 628,1 ha[21].

#### Réseau Natura 2000

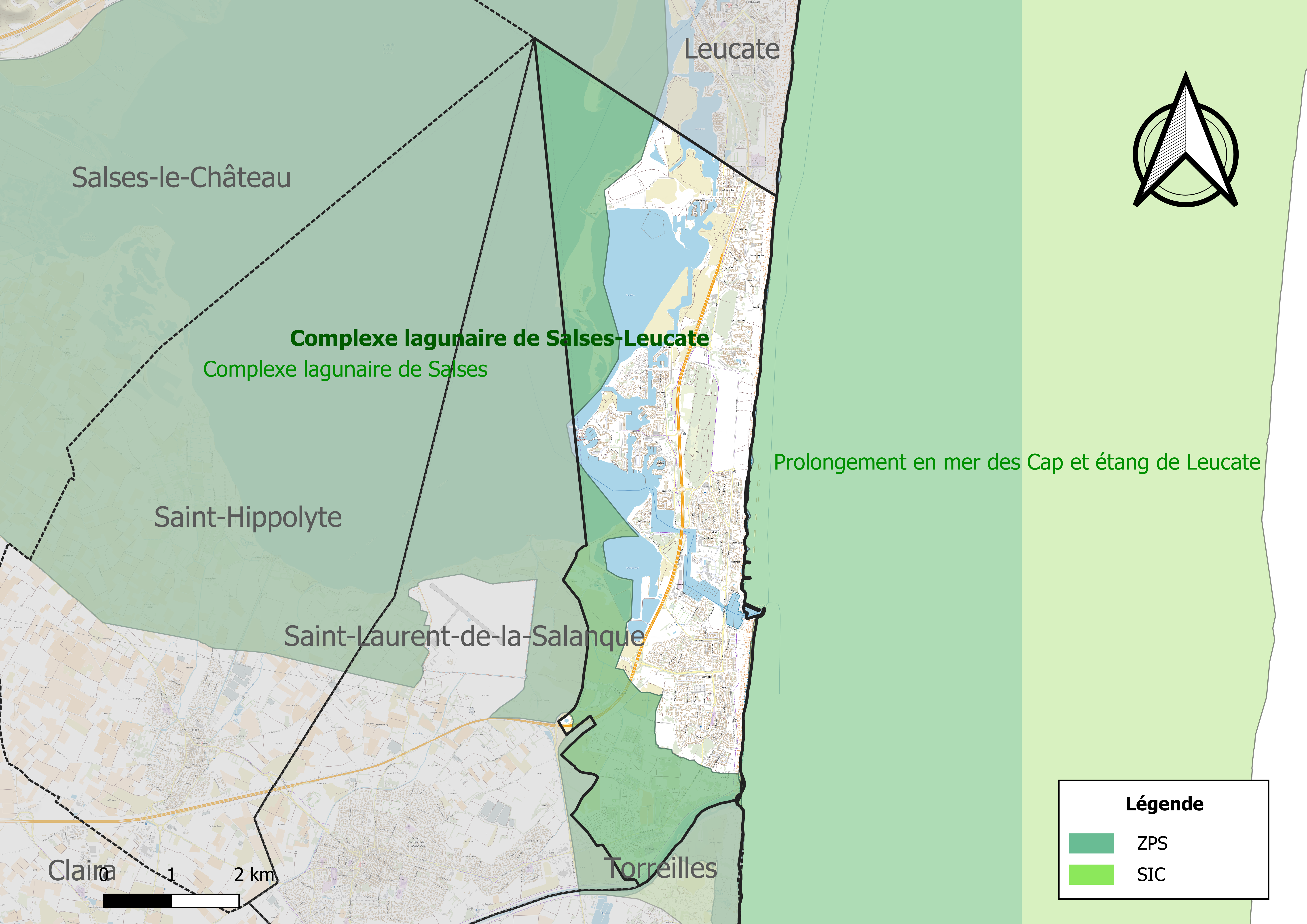
Site Natura 2000 sur le territoire communal.

Le réseau Natura 2000 est un réseau écologique européen de sites naturels d'intérêt écologique élaboré à partir des directives habitats et oiseaux, constitué de zones spéciales de conservation (ZSC) et de zones de protection spéciale (ZPS).
Un site Natura 2000 a été défini sur la commune au titre de la directive habitats.
- le « complexe lagunaire de Salses », d'une superficie de 7 818 ha, une zone littorale associant des milieux dunaires caractéristiques du littoral roussillonnais et des milieux humides littoraux. Elle comporte plusieurs bassins différemment alimentés en eau ce qui favorise l'installation de formations végétales très variées, tant aquatiques, herbiers de Zostère naine, tapis de charas, que palustres, sansouires, roselières, scirpes, jonçaies[24] et  au titre de la directive oiseaux[23],
- le « complexe lagunaire de Salses-Leucate », d'une superficie de 7 701 ha, comprend un ensemble de zones humides périphériques plus ou moins salées (sansouires, roselières) et plusieurs îlots suffisamment isolés et quelques espaces dunaires qui constituent des espaces de grand intérêt pour la nidification de diverses espèces de grand intérêt patrimonial (Butor étoilé, Sterne naine...)[25].

#### Zones naturelles d'intérêt écologique, faunistique et floristique
L’inventaire des zones naturelles d'intérêt écologique, faunistique et floristique (ZNIEFF) a pour objectif de réaliser une couverture des zones les plus intéressantes sur le plan écologique, essentiellement dans la perspective d’améliorer la connaissance du patrimoine naturel national et de fournir aux différents décideurs un outil d’aide à la prise en compte de l’environnement dans l’aménagement du territoire.
Quatre ZNIEFF de type 1 sont recensées sur la commune :
- l'« embouchures de l'Agly, du Bourdigou et de l'Auque » (488 ha), couvrant 4 communes du département[27] ;
- l'« étang de Salses-Leucate » (4 964 ha), couvrant 6 communes dont deux dans l'Aude et quatre dans les Pyrénées-Orientales[28] ;
- « la Corrège et les Dosses » (227 ha), couvrant 3 communes dont une dans l'Aude et deux dans les Pyrénées-Orientales[29] ;
- le « Lido des Portes du Roussillon » (103 ha)[30] ;

et deux ZNIEFF de type 2, : 
- le « complexe lagunaire de Salses- Leucate » (7 769 ha), couvrant 6 communes dont deux dans l'Aude et quatre dans les Pyrénées-Orientales[31] ;
- le « lido et marais de Toreilles » (703 ha), couvrant 4 communes du département[32].

Carte des ZNIEFF de type 1 et 2 au Barcarès.
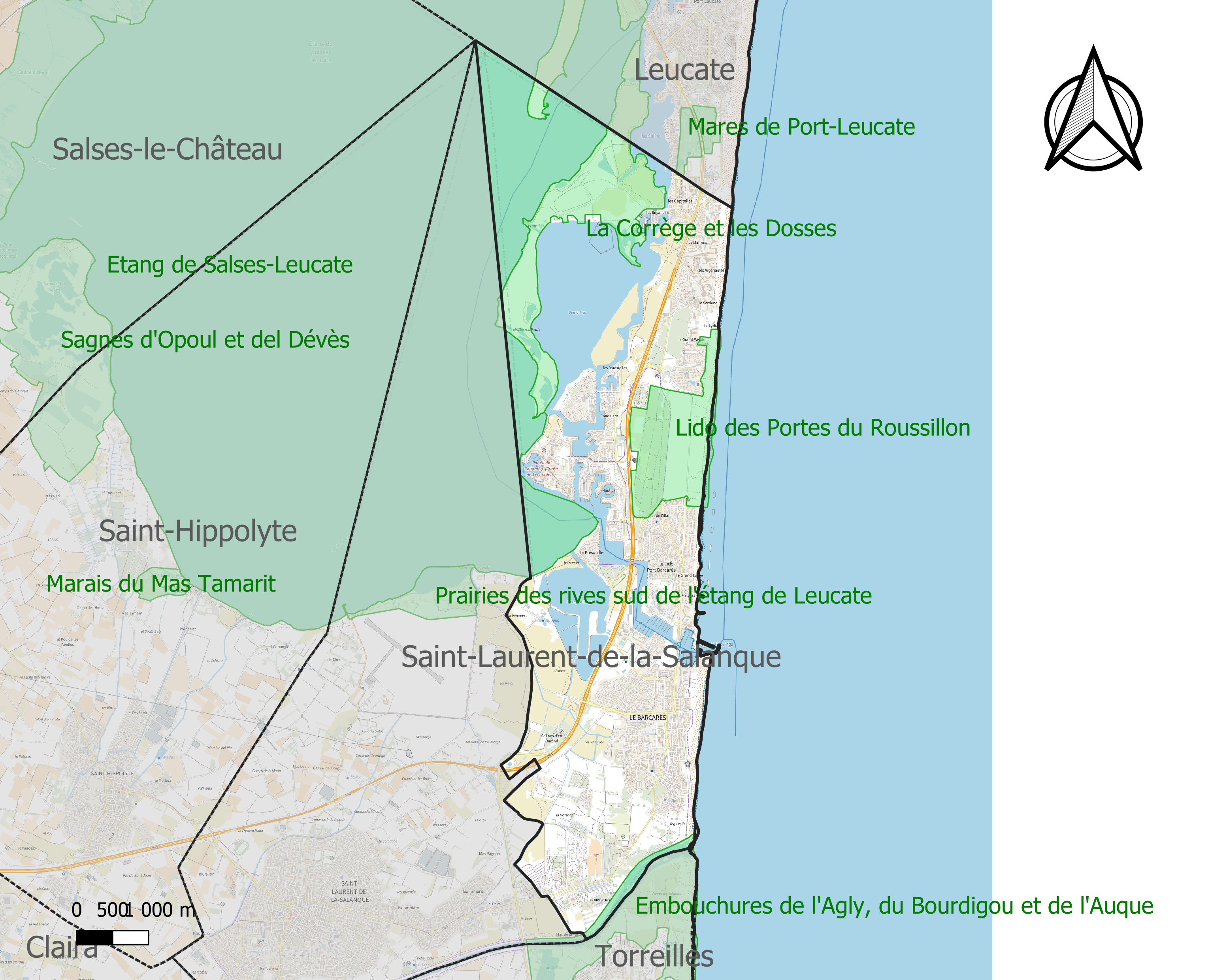
Carte des ZNIEFF de type 1 sur la commune.
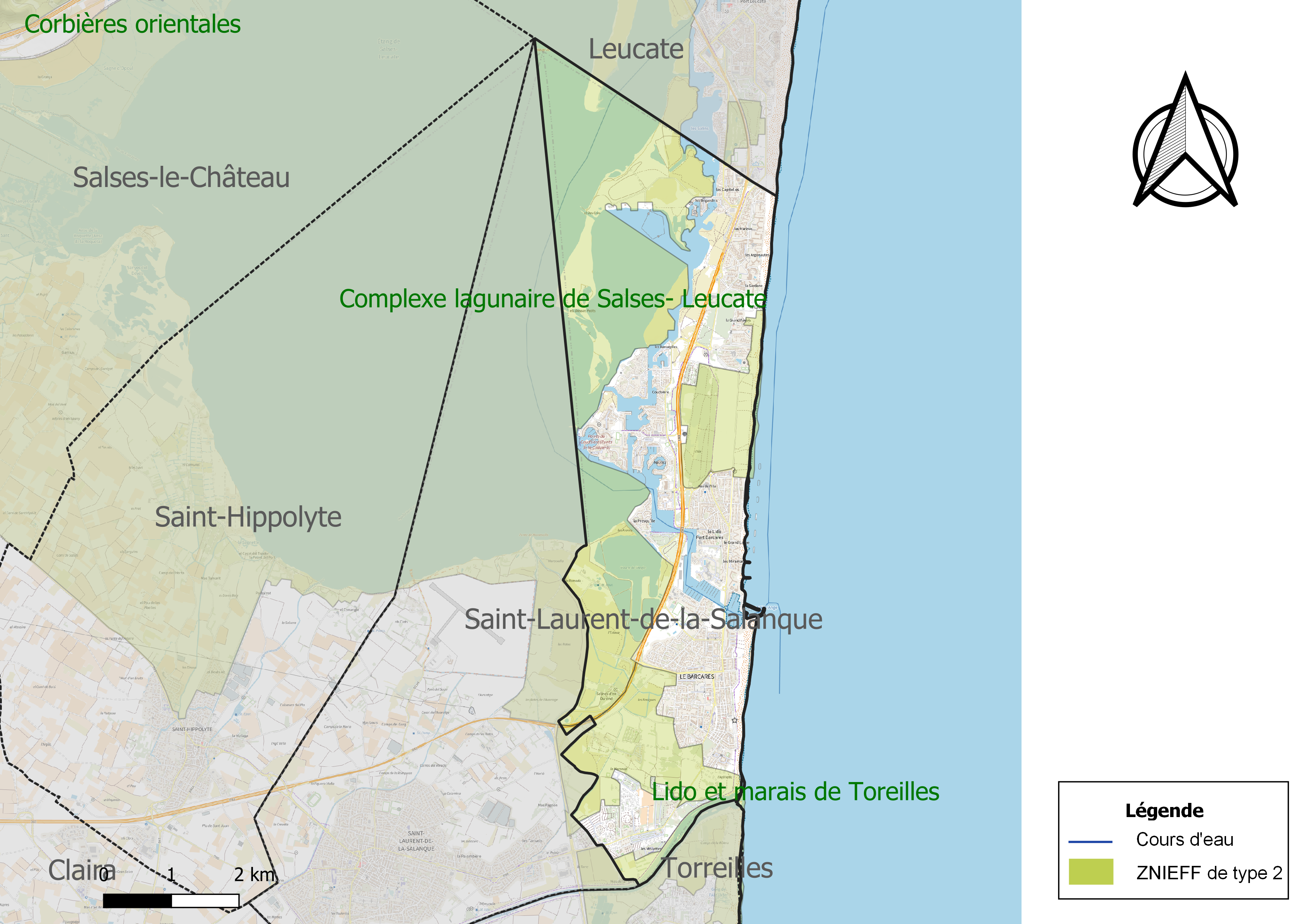
Carte des ZNIEFF de type 2 sur la commune.

## Urbanisme

### Typologie
Au 1er janvier 2024, Le Barcarès est catégorisée bourg rural, selon la nouvelle grille communale de densité à sept niveaux définie par l'Insee en 2022.
Elle appartient à l'unité urbaine de Saint-Laurent-de-la-Salanque, une agglomération inter-départementale regroupant quatre  communes, dont elle est ville-centre,,. Par ailleurs la commune fait partie de l'aire d'attraction de Perpignan, dont elle est une commune de la couronne,. Cette aire, qui regroupe 118 communes, est catégorisée dans les aires de 200 000 à moins de 700 000 habitants,.
La commune, bordée par la mer Méditerranée, est également une commune littorale au sens de la loi du 3 janvier 1986, dite loi littoral. Des dispositions spécifiques d’urbanisme s’y appliquent dès lors afin de préserver les espaces naturels, les sites, les paysages et l’équilibre écologique du littoral, tel le principe d'inconstructibilité, en dehors des espaces urbanisés, sur la bande littorale des 100 mètres, ou plus si le plan local d’urbanisme le prévoit.

### Occupation des sols

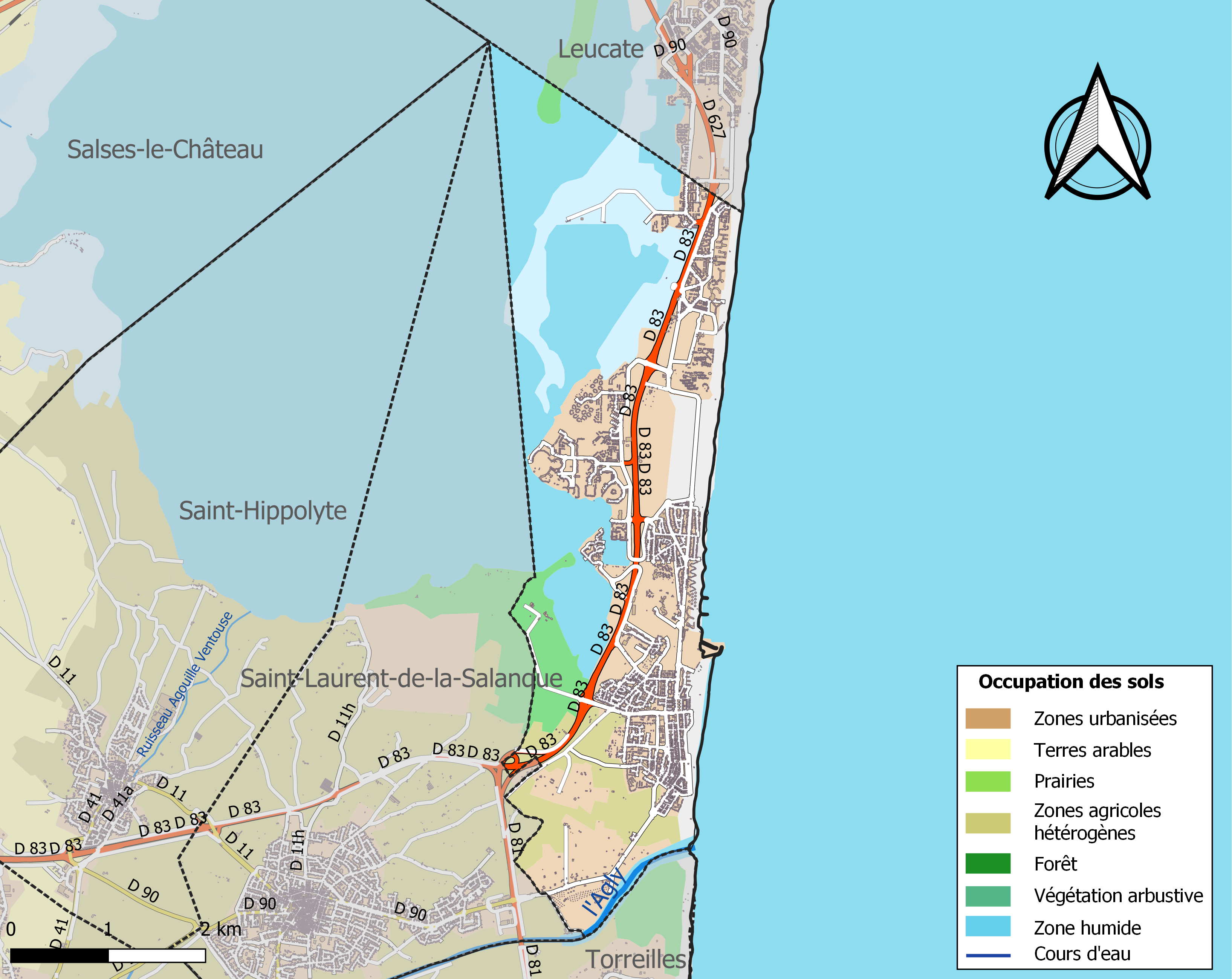
Carte des infrastructures et de l'occupation des sols de la commune en 2018 (CLC).

L'occupation des sols de la commune, telle qu'elle ressort de la base de données européenne d’occupation biophysique des sols Corine Land Cover (CLC), est marquée par l'importance des territoires artificialisés (42,5 % en 2018), une proportion sensiblement équivalente à celle de 1990 (42,1 %). La répartition détaillée en 2018 est la suivante : 
eaux maritimes (25,9 %), zones urbanisées (25,1 %), espaces verts artificialisés, non agricoles (15,1 %), zones humides côtières (11,1 %), zones agricoles hétérogènes (8,1 %), espaces ouverts, sans ou avec peu de végétation (7,4 %), milieux à végétation arbustive et/ou herbacée (5 %), zones industrielles ou commerciales et réseaux de communication (2,4 %). L'évolution de l’occupation des sols de la commune et de ses infrastructures peut être observée sur les différentes représentations cartographiques du territoire : la carte de Cassini (XVIIIe siècle), la carte d'état-major (1820-1866) et les cartes ou photos aériennes de l'IGN pour la période actuelle (1950 à aujourd'hui).

### Morphologie urbaine
La commune est très étendue et est divisée en de nombreux quartiers à l'identité particulière.

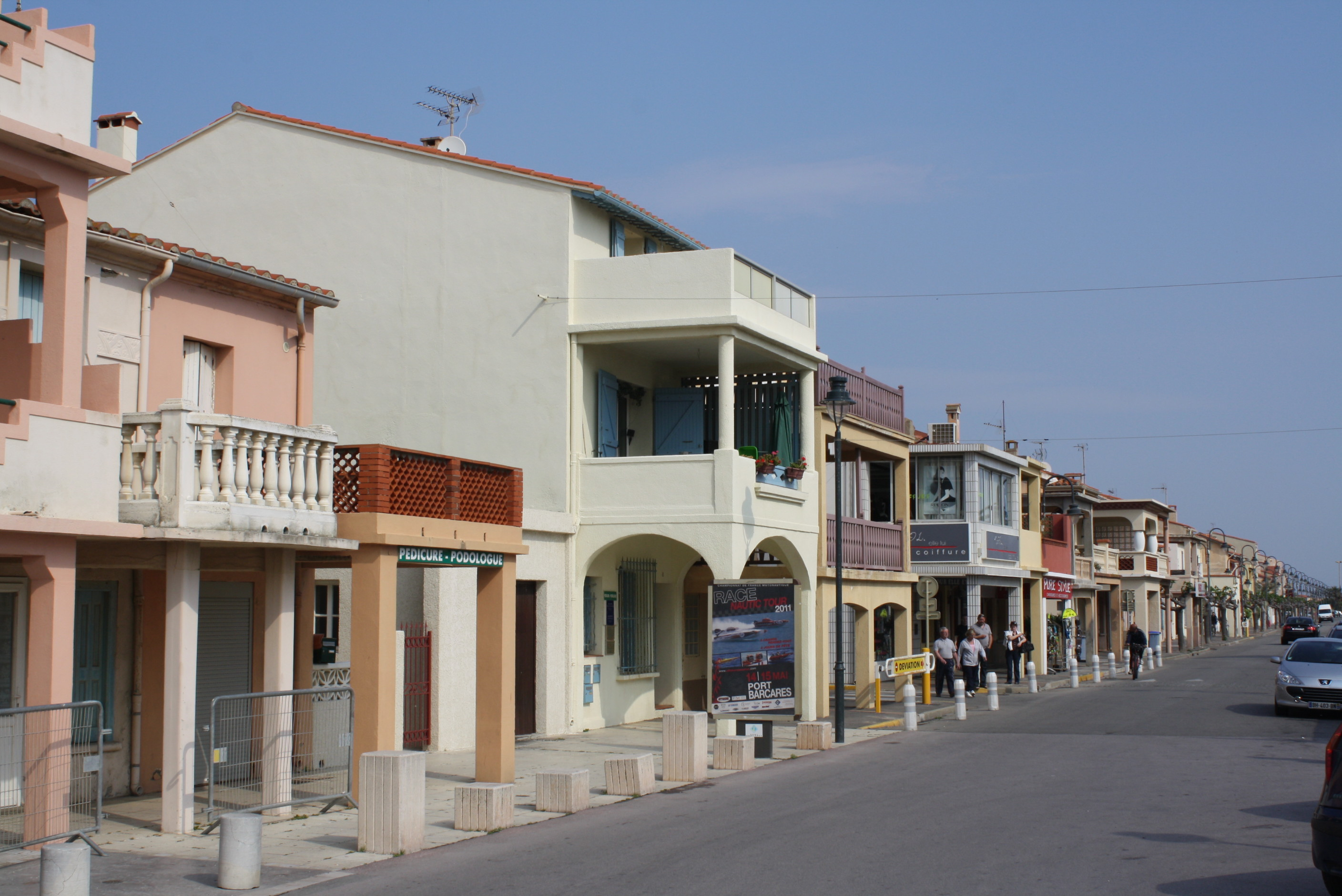
Le vieux village.
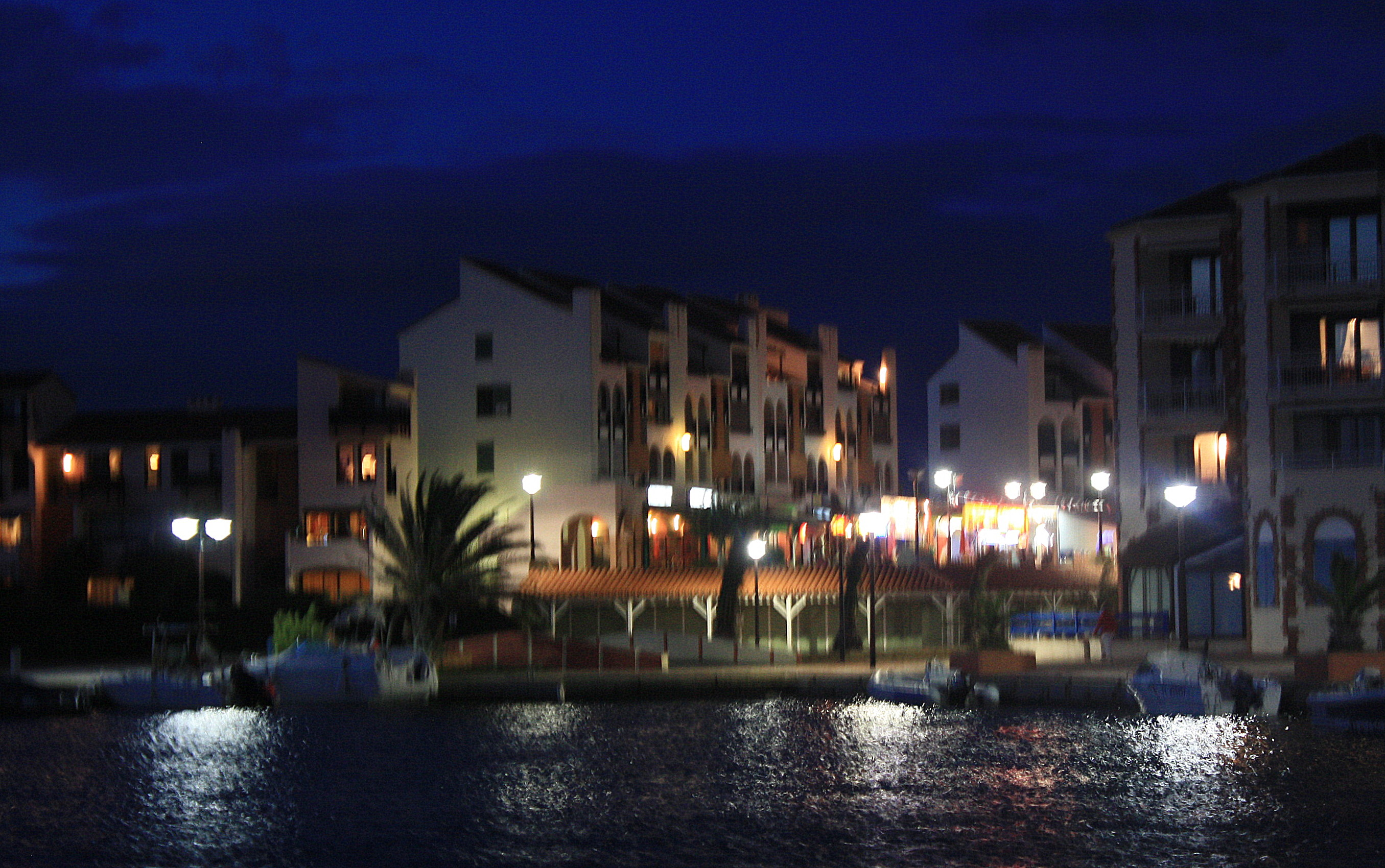
La Coudalère.
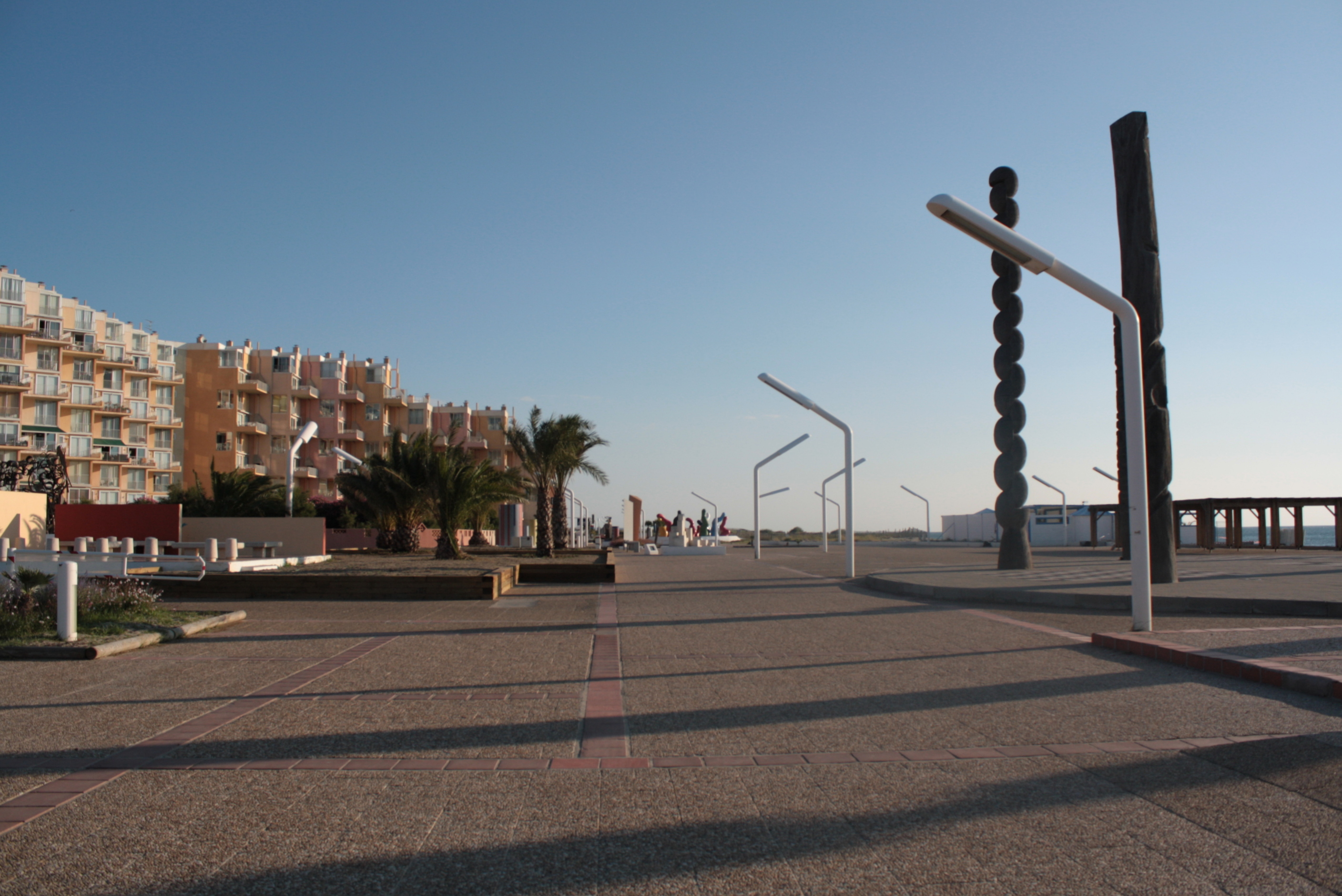
Grande Plage.
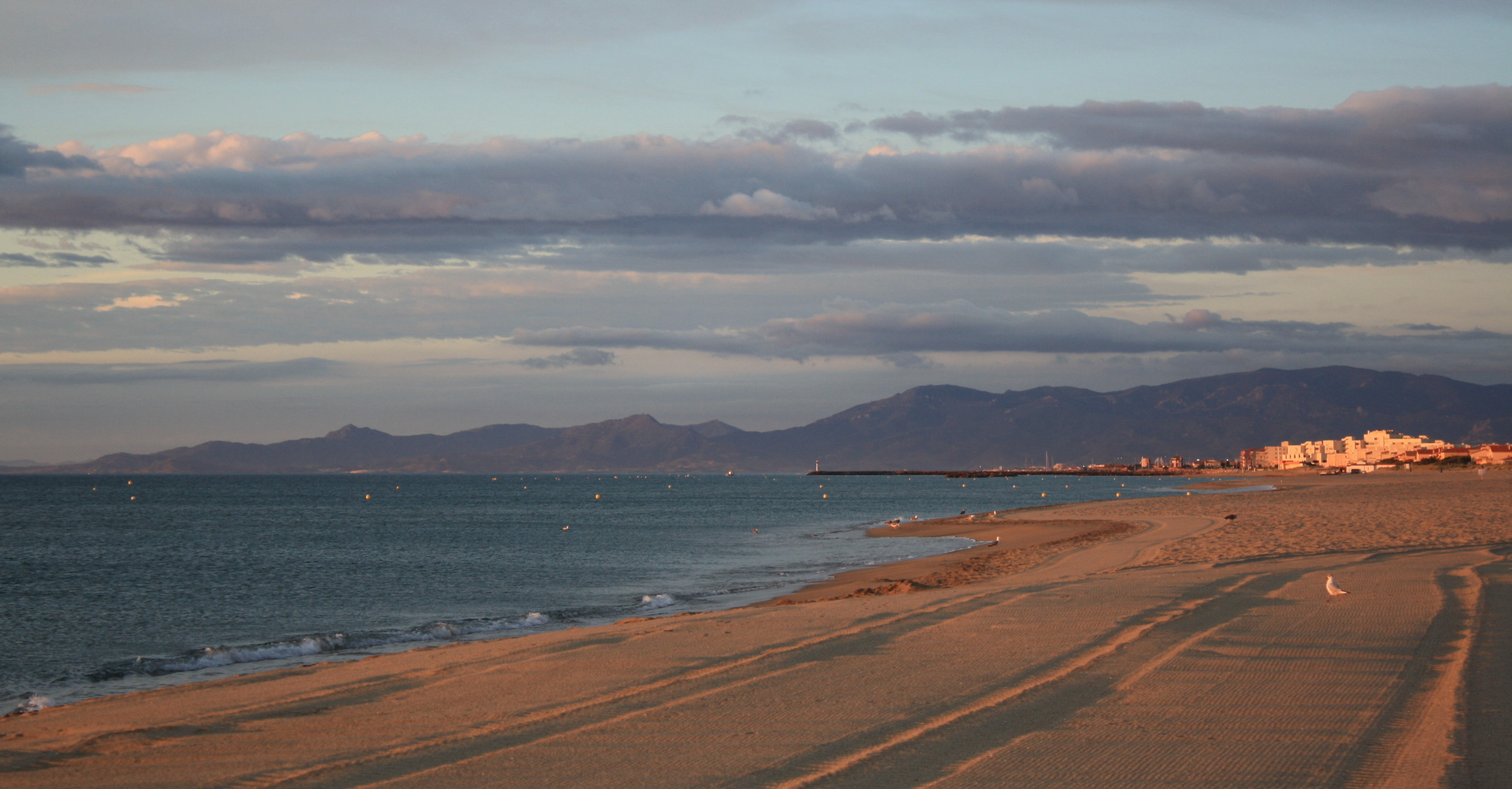
Le Lido.
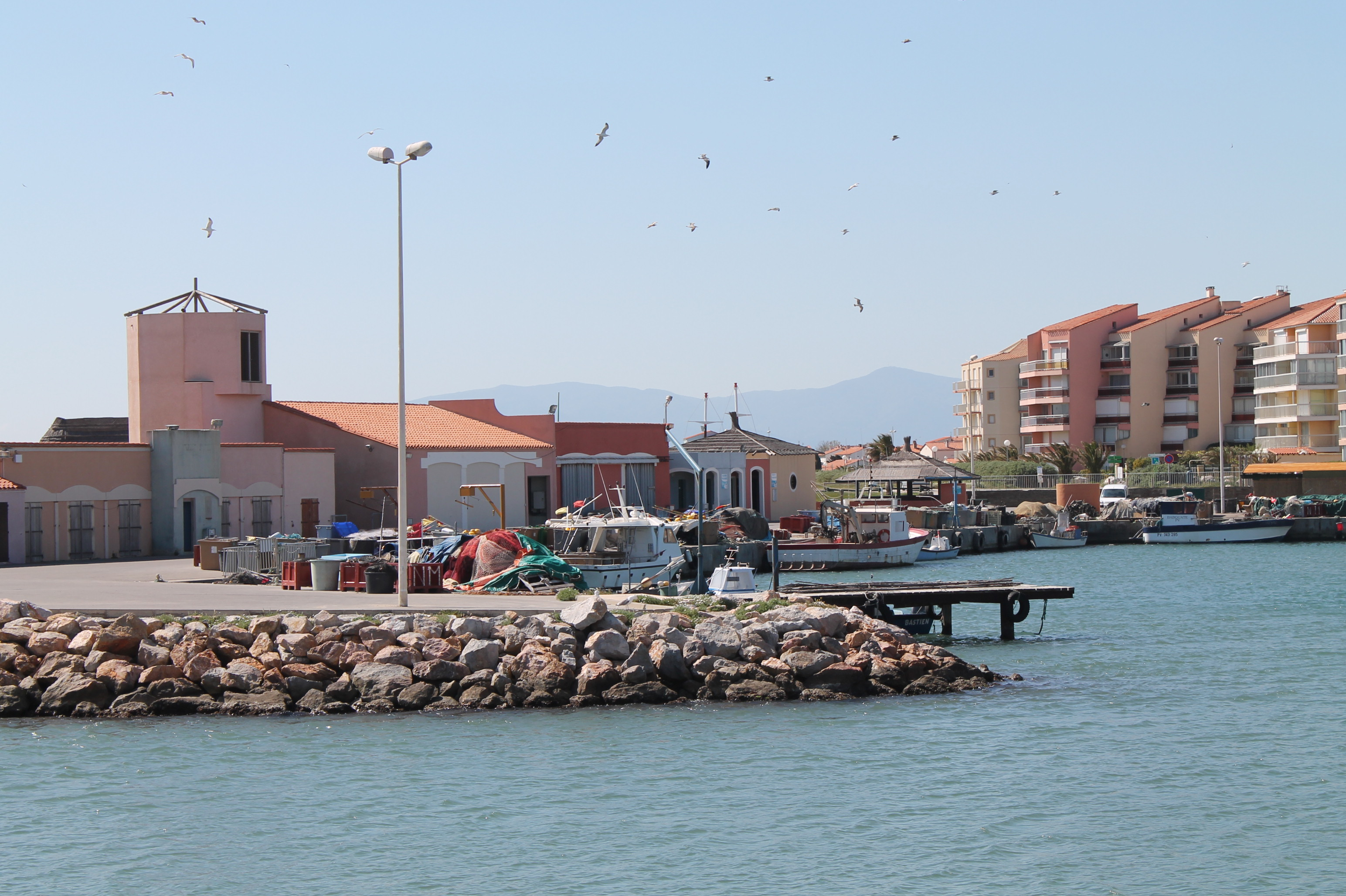
Le port.

### Logement
Le Barcarès comprend en 2018 16 065 logements, parmi lesquels 19,2 % sont des résidences principales, 80,6 % sont des résidences secondaires et 0,2 % sont vacants. 67,6 % des ménages sont propriétaires de leur logement.
Faute d'avoir respecté l'objectif triennal 2011-2013 de construction de logements sociaux, avec 68 réalisés sur les 85 requis (soit un taux de réalisation de 80 %), la commune se voit sanctionnée par la préfecture en 2015 d'une pénalité de 83 000 €.

### Voies de communication et transports

#### Voies cyclables
La ville est traversée par la Vélitorrale qui conduit du Barcarès à Canet-Plage.
Longue de 10 kilomètres, la piste cyclable qui relie les quartiers de la station est entièrement balisée. Elle devient ensuite la "voie verte" de l’Agly sur près de 14 kilomètres.

#### Transports en commun

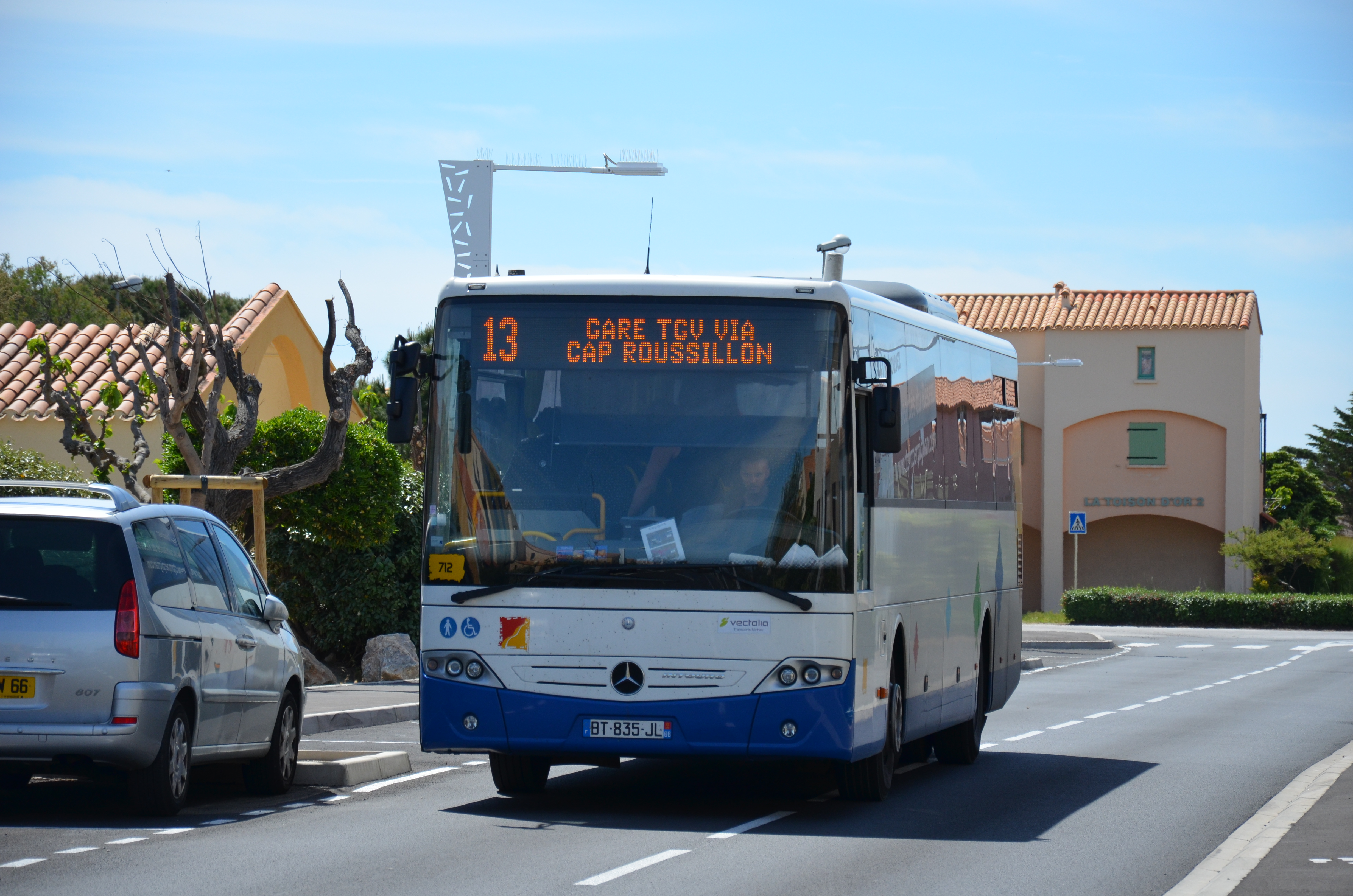
La ligne 13 au Barcarès.

Le Barcarès est desservie toute l'année par la ligne 10 du réseau Sankéo, et en été par les lignes 36 et 37[réf. nécessaire].

### Risques majeurs
Le territoire de la commune duBarcarès est vulnérable à différents aléas naturels : inondations, climatiques (grand froid ou canicule), mouvements de terrains et séisme (sismicité modérée). Il est également exposé à un risque technologique, la rupture d'un barrage,.

#### Risques naturels
Certaines parties du territoire communal sont susceptibles d’être affectées par le risque d’inondation par crue torrentielle de cours d'eau du bassin de l'Agly. La commune fait partie du territoire à risques importants d'inondation (TRI) de Perpignan-Saint-Cyprien, regroupant 43 communes du bassin de vie de l'agglomération perpignanaise, un des 31 TRI qui ont été arrêtés le 12 décembre 2012 sur le bassin Rhône-Méditerranée. Des cartes des surfaces inondables ont été établies pour trois scénarios : fréquent (crue de temps de retour de 10 ans à 30 ans), moyen (temps de retour de 100 ans à 300 ans) et extrême (temps de retour de l'ordre de 1 000 ans, qui met en défaut tout système de protection). Du fait de son exposition marine, la commune est soumise également à un risque d'érosion fort et de submersion marine, due à l'action conjuguée de la montée des eaux par surélévation du plan d’eau lors des tempêtes attaquant la côte et de l’action dynamique de la houle.
Les mouvements de terrains susceptibles de se produire sur la commune sont soit liés au retrait-gonflement des argiles, soit de l'érosion littorale. Une cartographie nationale de l'aléa retrait-gonflement des argiles permet de connaître les sols argileux ou marneux susceptibles vis-à-vis de ce phénomène.
Ces risques naturels sont pris en compte dans l'aménagement du territoire de la commune par le biais d'un plan de prévention des risques inondations.

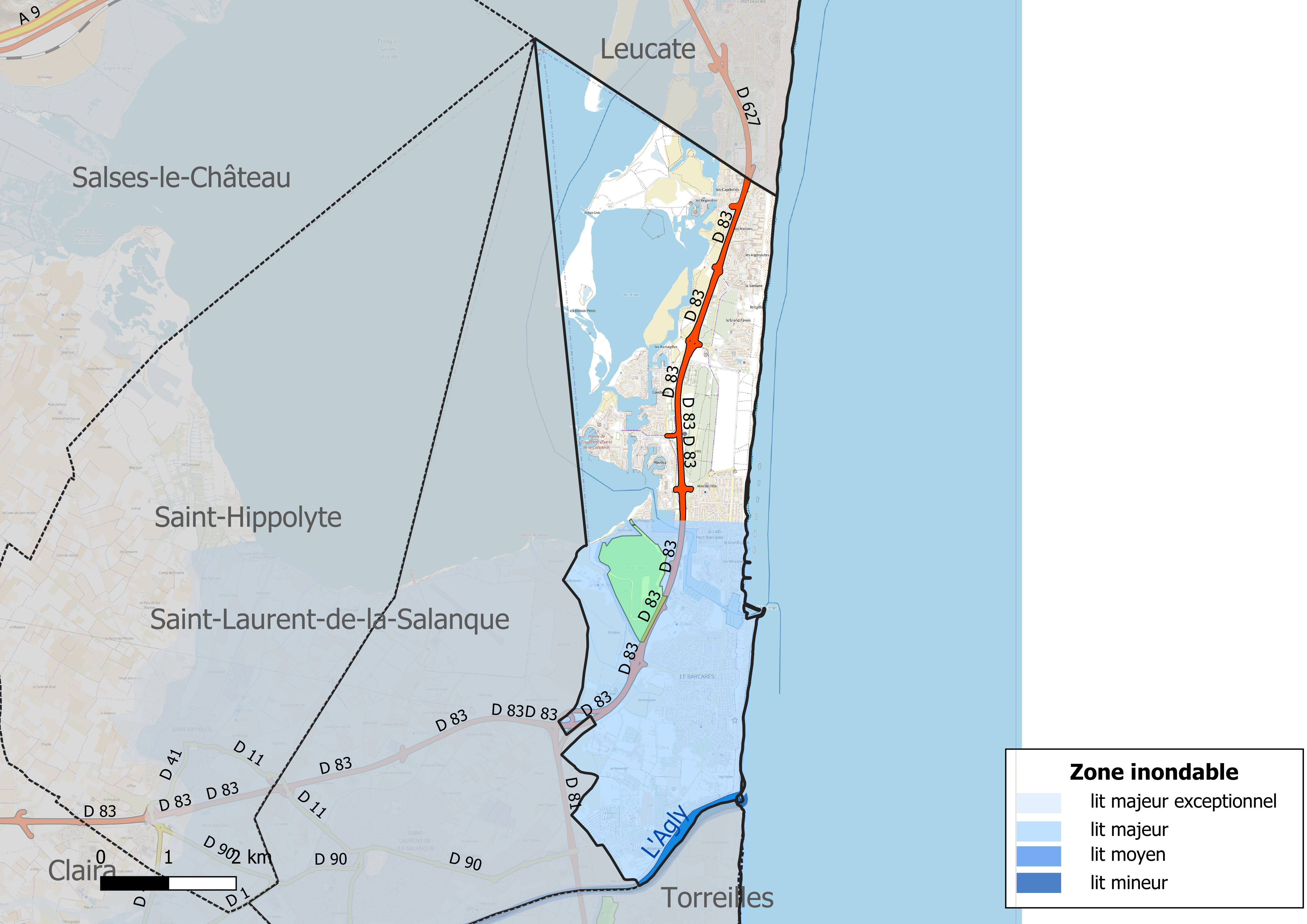
Carte des zones inondables.
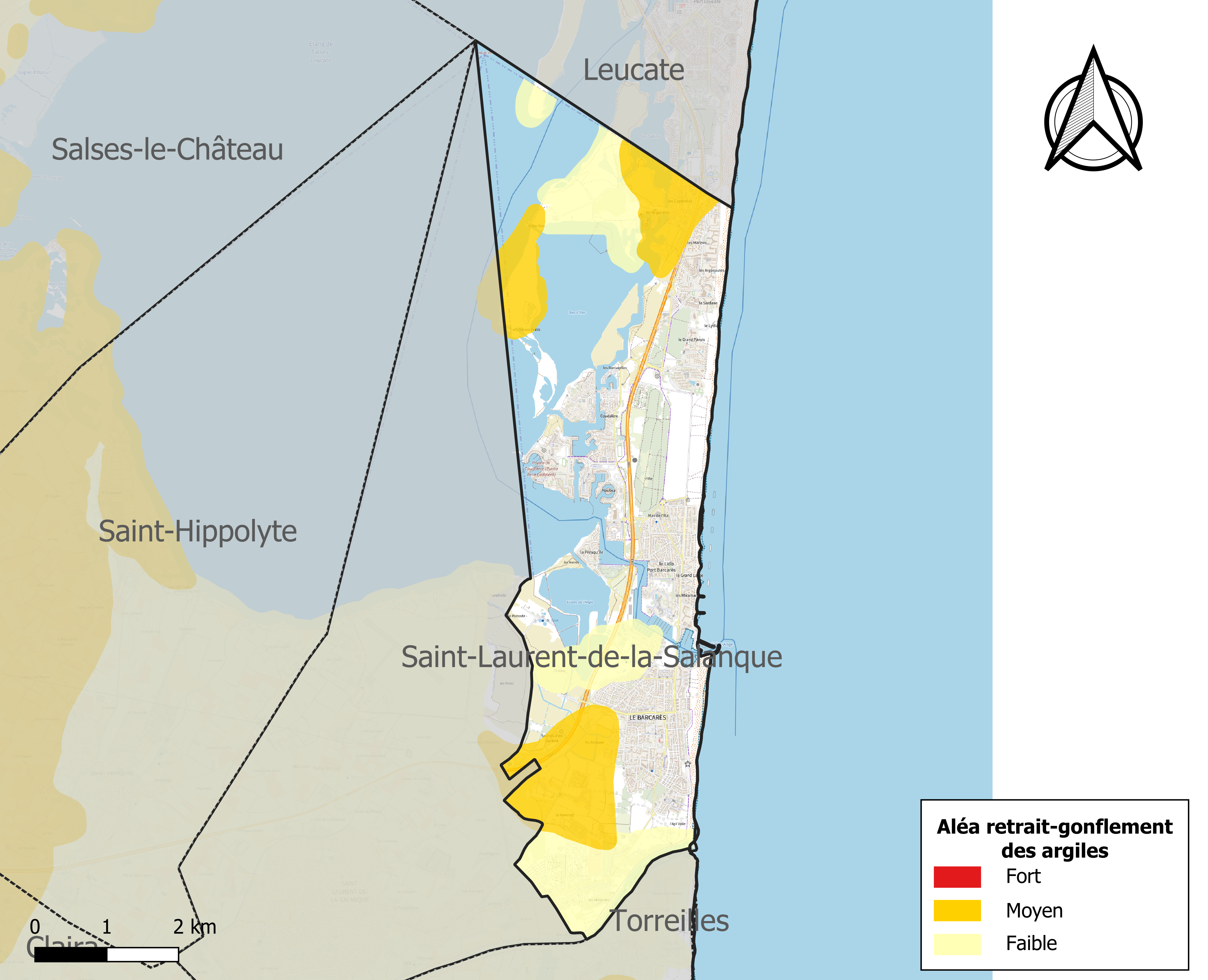
Carte des zones d'aléa retrait-gonflement des argiles.

#### Risques technologiques
Dans le département des Pyrénées-Orientales, on dénombre sept grands barrages susceptibles d’occasionner des dégâts en cas de rupture. La commune fait partie des 66 communes susceptibles d’être touchées par l’onde de submersion consécutive à la rupture d’un de ces barrages, le barrage de Caramany sur l'Agly, un ouvrage de 57 m de hauteur construit en 1994.

## Toponymie
En roussillonnais (dialecte catalan), le nom de la commune est El Barcarès. Il désigne en langue catalane, le lieu de mouillage d'une flotte de barques. À noter qu'en occitan, langue voisine, le mot barcarés connaît exactement la même définition,,.
« Port Barcarès » (ou Port-Barcarès) est l'appellation touristique de la station balnéaire.
Au début simplement nommé comme plage de Sanct Lorens en 1481, on trouve l'appellation Port de Barques dès 1750 puis el Barcarés en 1866.

## Histoire

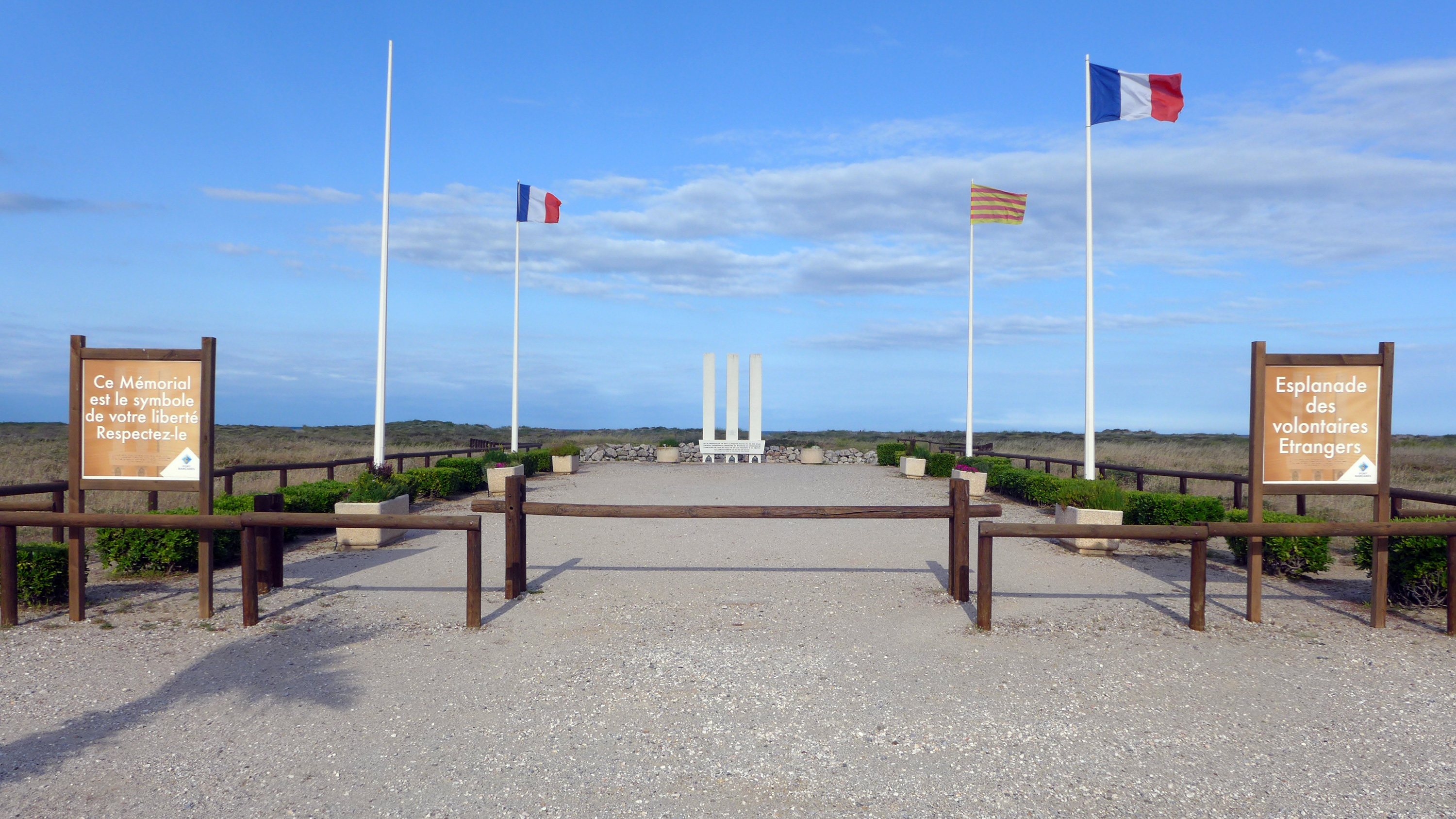
Mémorial érigé pour les espagnols de la retirada, internés dans le camp du Barcarès en 1939.

Cette étroite bande de terre située entre l’étang et la mer est longtemps restée insalubre et quasi déserte.
Alors qu’aux alentours du XIVe siècle, les Templiers font assécher une partie de la Salanque, le Lido barcarésien est laissé de côté, faute de moyens techniques.
L’intérêt pour le site prend naissance au XVIIe siècle. En 1659 le traité des Pyrénées est signé, déplaçant la frontière sur les Pyrénées. À cette époque, l’économie de la vallée de l’Agly se développe, et avec elle les moyens de transport. Un port est aménagé au Barcarès. Sous la dépendance naturelle de Saint-Laurent-de-la-Salanque, ce port voit transiter de nombreuses marchandises : vin, huile, fruits, poissons.. et le sel, denrée réglementée.

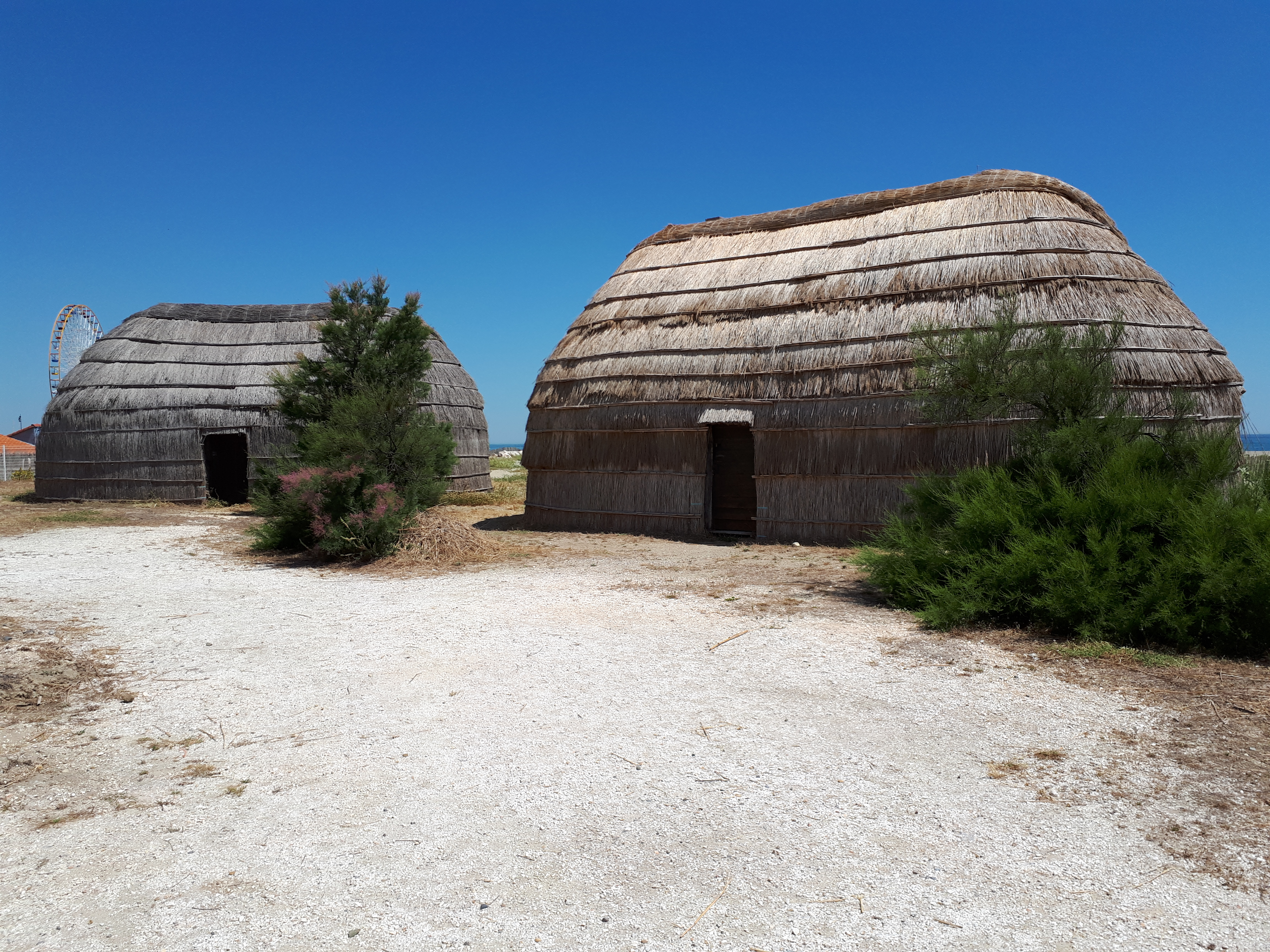
Cabanes de pêcheurs faites en sanils (roseaux)

Se développant peu à peu, Le Barcarès devient dans la seconde moitié du XIXe siècle un port de pêche important, ayant même ses propres installations de constructions navales où l’on fabrique les fameuses barques catalanes. De plus, à cette époque, la mode est aux bains de mer. Des nombreuses familles viennent passer du temps sur ses plages improvisant d’éphémères villages de fortune le temps d’un été.
La commune du Barcarès est créée le 22 mars 1929 à partir de territoires distraits de la commune de Saint-Laurent-de-la-Salanque et rattachée au canton de Rivesaltes, puis en 1935 au canton de Saint-Laurent-de-la-Salanque.

### Guerre d'Espagne et Seconde Guerre mondiale

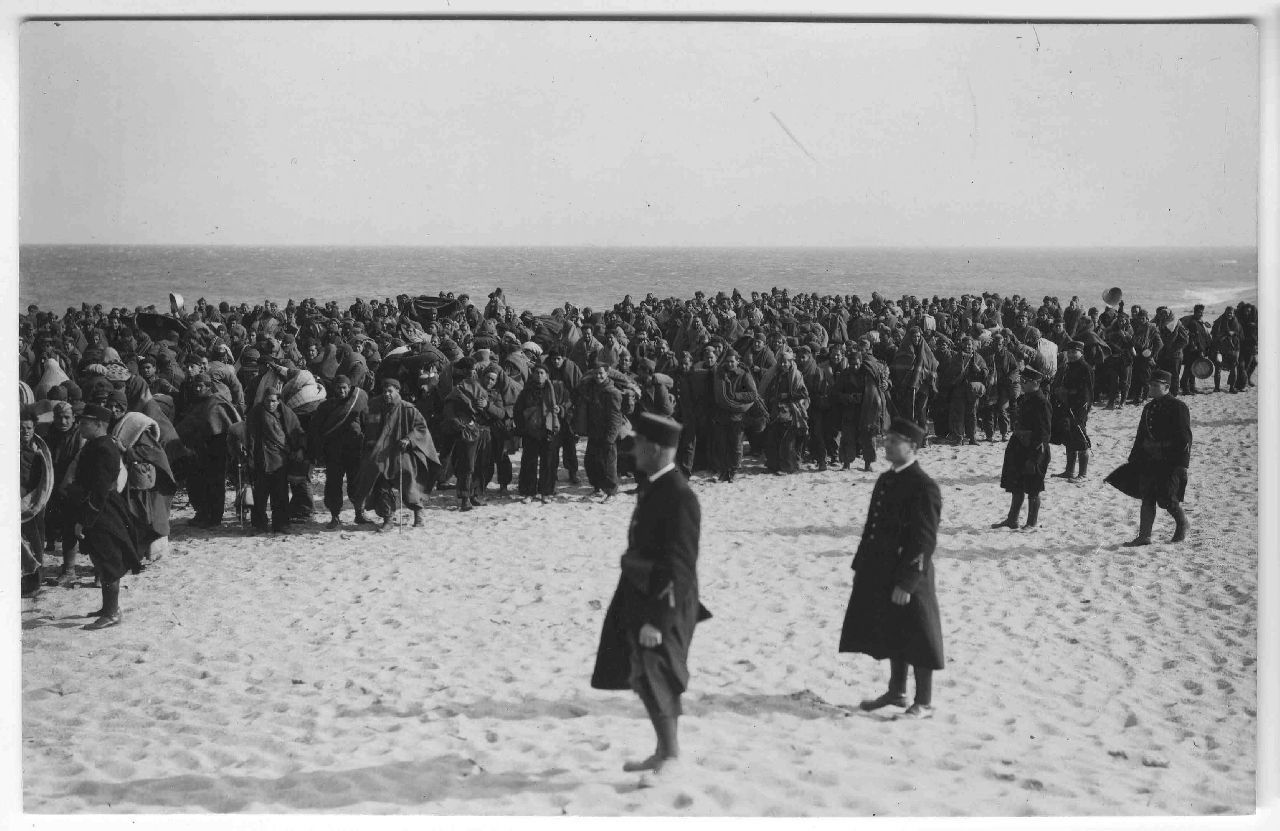
Transit des réfugiés républicains du camp d'Argelès-sur-Mer à celui du Barcarès en mars 1939.

L'histoire contemporaine du Barcarès est marquée par l’arrivée en 1939, à la fin de la guerre d'Espagne, de dizaines de milliers de républicains franchissant la frontière et enfermés par les autorités françaises dans un camp d’internement, qui devint ensuite, sous le régime de Vichy, un Centre de rassemblement des étrangers,.
Comme les camps de Rivesaltes, d'Argelès et d'Agde, le camp du Barcarès a vu ainsi l'internement dans ses murs de nombreux exilés de la Retirada, comme le peintre Antoni Garcia i Lamolla.
D'autres réfugiés sont aussi recrutés dans les trois Régiments de marche de volontaires étrangers formés au Barcarès entre 1939 et 1940.

### Développement touristique contemporain
À partir de 1953, la nouvelle municipalité entame une série de travaux de développements : assainissement, eau potable, électrification, voirie urbaine, ainsi que la construction des premiers lotissements en front de mer et les premiers travaux de réaménagement du port, notamment au Grau Saint-Ange, pour y améliorer l'accueil des bateaux de pêche et de plaisance.
Mais c'est surtout avec la mission interministérielle d'aménagement touristique du littoral du Languedoc-Roussillon (mission Racine), lancée en 1963 que se développe vraiment la station balnéaire. Sont engagées à la fois une vaste opération de lutte anti-moustiques, le reboisement du littoral, la construction de routes, de nouveaux aménagements du port et le lancement d'importantes opérations immobilières. Symbole de la station, le navire le Lydia est ensablé en juin 1967.

## Politique et administration

### Canton
Lors de sa création, la commune du Barcarès est rattachée en 1929 au canton de Rivesaltes. Elle rejoint le canton de Saint-Laurent-de-la-Salanque en 1935 et ne le quitte plus par la suite.
À compter des élections départementales de 2015, la commune est incluse dans le nouveau canton de la Côte salanquaise.

### Liste des maires
| Période         | Période          | Identité                | Étiquette              | Qualité                                                        |
| --------------- | ---------------- | ----------------------- | ---------------------- | -------------------------------------------------------------- |
| 19 mai 1929     | 16 octobre 1941  | Amédée Jean Got         |                        |                                                                |
| 16 octobre 1941 | 25 février 1942  | Honoré Baxas            |                        |                                                                |
| 25 février 1942 | 1er janvier 1945 | Joseph Llung            |                        |                                                                |
| 1erjanvier 1945 | 1er avril 1945   | Sylvain Lasserre        |                        |                                                                |
| 1er avril 1945  | 18 mai 1945      | Joseph Llung            |                        |                                                                |
| 18 mai 1945     | août 1949        | Aimé Henric             |                        |                                                                |
| août 1949       | mai 1953         | Joseph Canal            |                        |                                                                |
| mai 1953        | mars 1983        | Albert Got              |                        |                                                                |
| mars 1983       | mars 1989        | Yvon Blanc              |                        |                                                                |
| mars 1989       | juin 1995        | Claude Got              | PS                     | Pharmacien                                                     |
| juin 1995       | mars 1999        | Alain Ferrand           | RPR                    | Professeur de gestion puis restaurateur et tenancier de casino |
| mai 1999        | juin 2011        | Joëlle Iglesias-Ferrand | RPR puis UMP puis CNIP | Vice-présidente de la CA Perpignan Méditerranée                |
| juin 2011       | août 2011        | Marie Roses             | DVD                    | Commerçante                                                    |
| août 2011       | En cours         | Alain Ferrand,          | UMP-LR                 | Administrateur de société                                      |

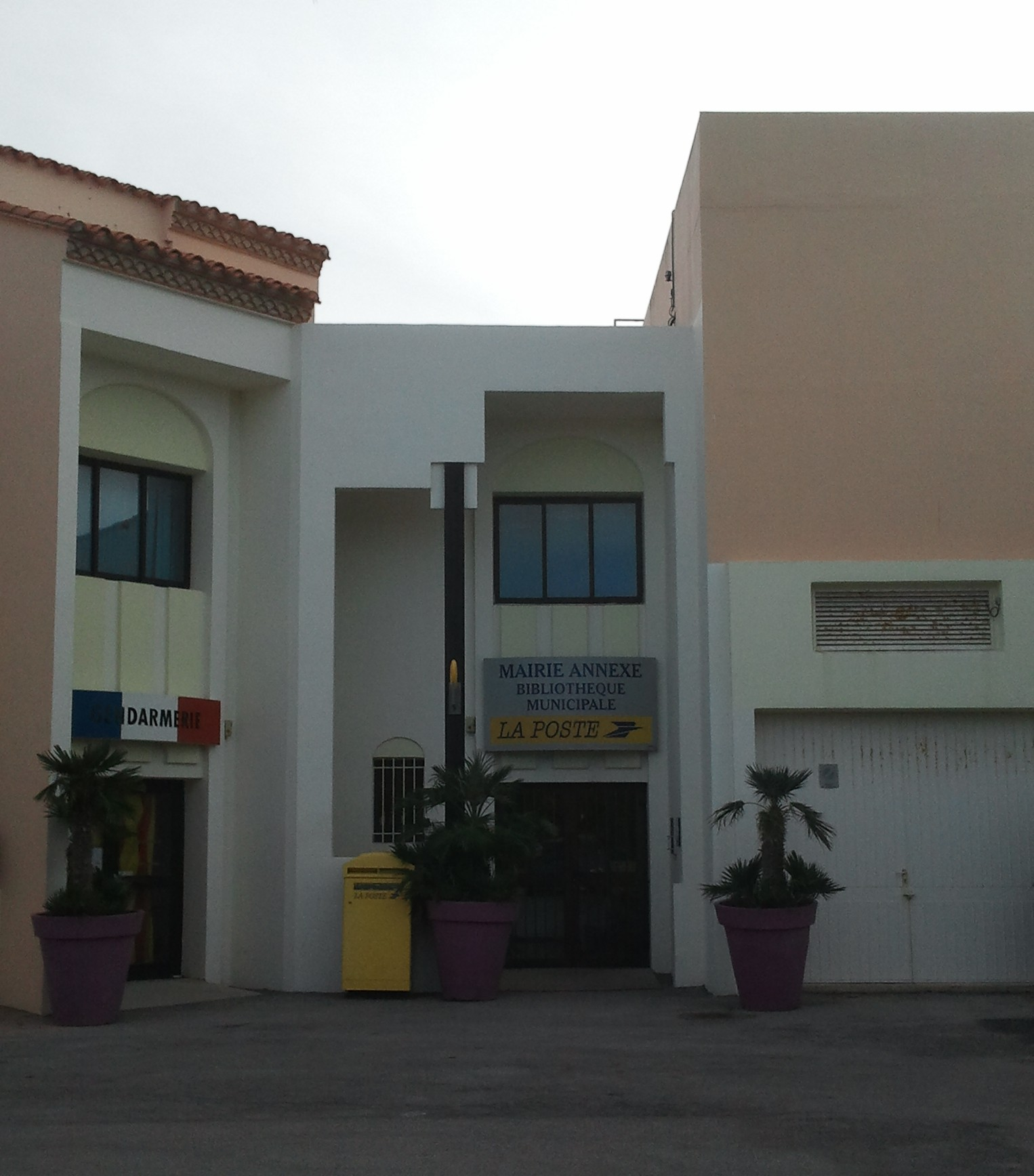
Mairie annexe du Barcarès.

Alain Ferrand a été interdit de gestion de casino dans les années 1990 pour les liens entre le groupe de casinos dont il était PDG et des groupes maffieux. Déjà conseiller municipal, il est élu maire en 1995, élection invalidée pour une paella offerte aux électeurs, mais qui ne l'empêche pas d'être réélu en 1996. En février 1999, il est condamné pour abus de biens sociaux à 3 ans d'inéligibilité, puis à 5 ans pour prise illégale d'intérêts dans une autre affaire. En 2001, il est à nouveau condamné pour fraude fiscale à 300 000 francs d'amende. Son épouse, présente au conseil municipal, lui a succédé. Réélue deux fois, elle a aussi été condamnée pour prise illégale d'intérêts et condamnée à cinq ans d'inéligibilité (peine définitive après le rejet de son pourvoi en cassation le 29 juin 2014). Elle avait fait draguer le port de nuit, pour faciliter le passage du bateau du frère du premier adjoint,. Alain Ferrand a alors repris sa succession. Après avoir été exclu de l'UMP, Alain Ferrand a été réintégré. Le couple de maires a multiplié les affaires, la cour régionale des comptes relevant encore des dépenses festives excessives en 2013 et des investissements hasardeux,. Alain Ferrand est en 2014 sous le coup d'une enquête pour faux électeurs.
Le 6 mai 2021, Alain Ferrand est mis en examen pour « extorsion en bande organisée, concussion et complicité de destruction de preuves » pour des « faits, commis sur la période 2015-2020  (qui) ont consisté à faire usage de la contrainte pour, d'une part, recouvrer auprès d'exploitants de campings des droits et taxes indus pour financer des travaux de voirie et d'autre part, imposer à des commerçants la location de parasols auprès de la mairie » selon le communiqué du parquet de Marseille. Il est laissé en liberté, mais interdit de paraître dans le département des Pyrénées Orientales.
Le mardi 30 avril 2024, Alain Ferrand a été placé en détention dans le cadre d’une affaire judiciaire. Il est soupçonné de corruption, favoritisme, prise illégale d’intérêts, association de malfaiteurs, blanchiment et transfert non déclaré de sommes provenant de l’étranger.

## Population et société

### Démographie
L'évolution du nombre d'habitants est connue à travers les recensements de la population effectués dans la commune depuis 1931. Pour les communes de moins de 10 000 habitants, une enquête de recensement portant sur toute la population est réalisée tous les cinq ans, les populations de référence des années intermédiaires étant quant à elles estimées par interpolation ou extrapolation. Pour la commune, le premier recensement exhaustif entrant dans le cadre du nouveau dispositif a été réalisé en 2006.

En 2022, la commune comptait 6 203 habitants, en évolution de +4,87 % par rapport à 2016 (Pyrénées-Orientales : +3,92 %, France hors Mayotte : +2,11 %).
| 1931 | 1936 | 1946 | 1954 | 1962 | 1968  | 1975  | 1982  | 1990  |
| ---- | ---- | ---- | ---- | ---- | ----- | ----- | ----- | ----- |
| 485  | 508  | 344  | 576  | 775  | 1 197 | 1 347 | 2 208 | 2 422 |

| 1999  | 2006  | 2011  | 2016  | 2021  | 2022  | - | - | - |
| ----- | ----- | ----- | ----- | ----- | ----- | - | - | - |
| 3 514 | 4 033 | 4 108 | 5 915 | 6 049 | 6 203 | - | - | - |

Note : Avant 1931, la population est comptée avec celle de Saint-Laurent-de-la-Salanque.
| selon la population municipale des années : | 1968 | 1975 | 1982 | 1990 | 1999 | 2006 | 2009 | 2013 |
| Rang de la commune dans le département      | 49   | 40   | 31   | 31   | 25   | 23   | 25   | 26   |
| Nombre de communes du département           | 232  | 217  | 220  | 225  | 226  | 226  | 226  | 226  |

### Manifestations culturelles et festivités
- Fête patronale : 15 août[75] ;
- Electrobeach Music Festival : festival de musiques électroniques ayant lieu chaque été depuis 2009.
- Village de Noël (du 3e week-end de novembre au 1er week-end de janvier) : un des plus importants villages de Noël du Sud de la France au Lydia, où se mêlent chalets, bodegas, feux d'artifice, patinoire, luge, parade féérique, animalerie, etc[76].

### Sports

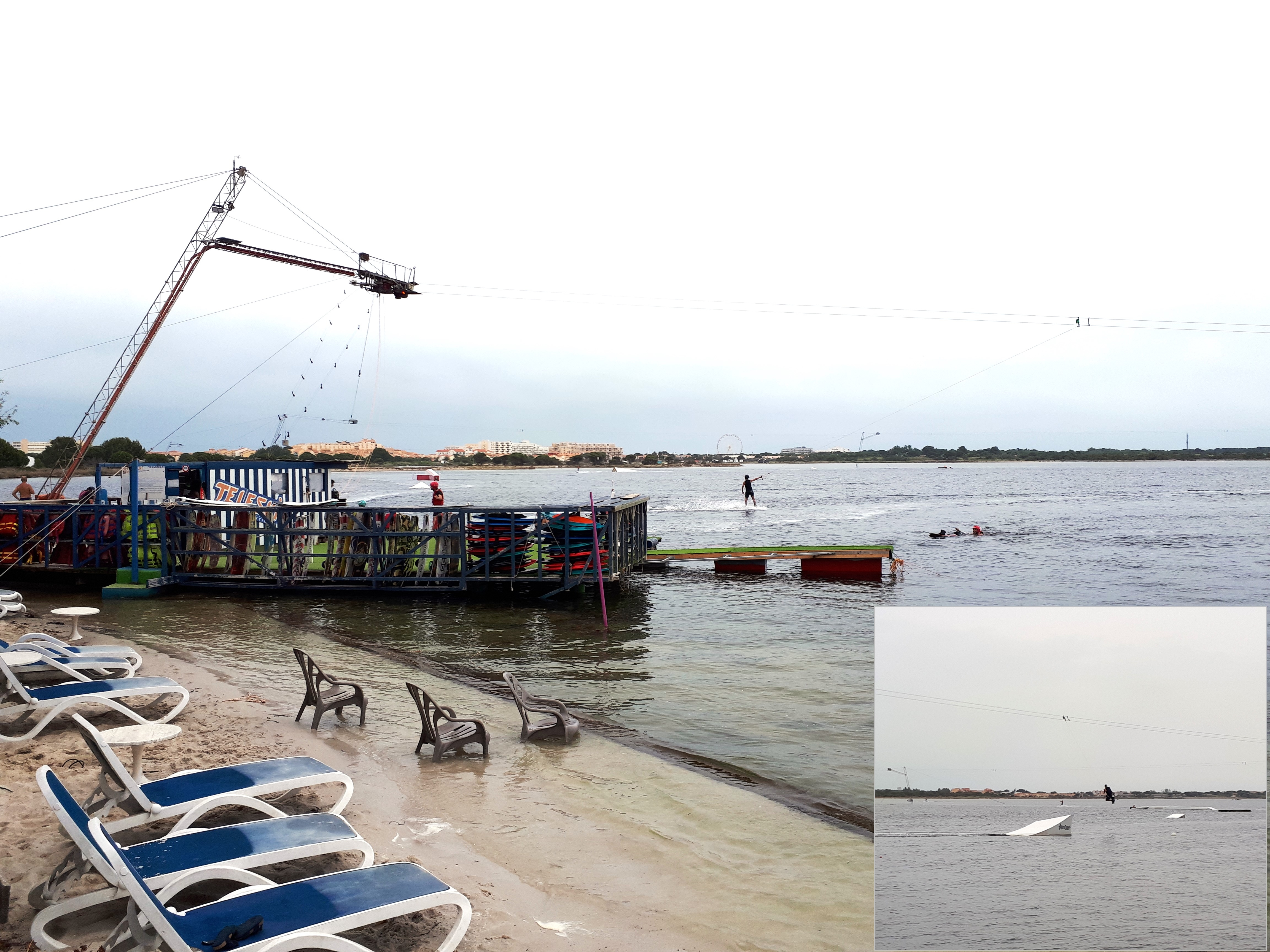
Téléski Nautique, Stade de glisse, Parc des dosses, Le Barcarès.

## Économie

### Revenus
En 2018, la commune compte 2 967 ménages fiscaux, regroupant 5 085 personnes. La médiane du revenu disponible par unité de consommation est de 19 330 € (19 350 € dans le département). 43 % des ménages fiscaux sont imposés (42,1 % dans le département).

### Emploi
|                | 2008   | 2013   | 2018   |
| -------------- | ------ | ------ | ------ |
| Commune        | 13,2 % | 13,9 % | 17,9 % |
| Département    | 10,3 % | 12,9 % | 13,3 % |
| France entière | 8,3 %  | 10 %   | 10 %   |

En 2018, la population âgée de 15 à 64 ans s'élève à 3 176 personnes, parmi lesquelles on compte 64,9 % d'actifs (47,1 % ayant un emploi et 17,9 % de chômeurs) et 35,1 % d'inactifs,. Depuis 2008, le taux de chômage communal (au sens du recensement) des 15-64 ans est supérieur à celui de la France et du département.
La commune fait partie de la couronne de l'aire d'attraction de Perpignan, du fait qu'au moins 15 % des actifs travaillent dans le pôle,. Elle compte 1 472 emplois en 2018, contre 1 262 en 2013 et 1 374 en 2008. Le nombre d'actifs ayant un emploi résidant dans la commune est de 1 536, soit un indicateur de concentration d'emploi de 95,9 % et un taux d'activité parmi les 15 ans ou plus de 39,1 %.
Sur ces 1 536 actifs de 15 ans ou plus ayant un emploi, 688 travaillent dans la commune, soit 45 % des habitants. Pour se rendre au travail, 83,4 % des habitants utilisent un véhicule personnel ou de fonction à quatre roues, 2,8 % les transports en commun, 8,4 % s'y rendent en deux-roues, à vélo ou à pied et 5,4 % n'ont pas besoin de transport (travail au domicile).

### Activités hors agriculture

#### Secteurs d'activités
692 établissements sont implantés  au Barcarès au 31 décembre 2019. Le tableau ci-dessous en détaille le nombre par secteur d'activité et compare les ratios avec ceux du département,.
| Secteur d'activité                                                                                        | Commune | Commune | Département |
| Secteur d'activité                                                                                        | Nombre  | %       | %           |
| --- | ------- | ------- | ----------- |
| Ensemble                                                                                                  | 692     | 100 %   | (100 %)     |
| Industrie manufacturière, industries extractives et autres                                                | 24      | 3,5 %   | (8,7 %)     |
| Construction                                                                                              | 56      | 8,1 %   | (14,3 %)    |
| Commerce de gros et de détail, transports, hébergement et restauration                                    | 342     | 49,4 %  | (30,5 %)    |
| Information et communication                                                                              | 6       | 0,9 %   | (1,9 %)     |
| Activités financières et d'assurance                                                                      | 17      | 2,5 %   | (3 %)       |
| Activités immobilières                                                                                    | 69      | 10 %    | (6,2 %)     |
| Activités spécialisées, scientifiques et techniques et activités de services administratifs et de soutien | 60      | 8,7 %   | (13 %)      |
| Administration publique, enseignement, santé humaine et action sociale                                    | 57      | 8,2 %   | (13,9 %)    |
| Autres activités de services                                                                              | 61      | 8,8 %   | (8,5 %)     |

Le secteur du commerce de gros et de détail, des transports, de l'hébergement et de la restauration est prépondérant sur la commune puisqu'il représente 49,4 % du nombre total d'établissements de la commune (342 sur les 692 entreprises implantées  au Le Barcarès), contre 30,5 % au niveau départemental.

### Agriculture
|               | 1988 | 2000 | 2010 | 2020 |
| ------------- | ---- | ---- | ---- | ---- |
| Exploitations | 9    | 1    | 0    | 3    |
| SAU (ha)      | 56   | 5    | 0    | 5    |

La commune est dans la « plaine du Roussillon », une petite région agricole occupant la bande côtière et une grande partie centrale du département des Pyrénées-Orientales. En 2020, l'orientation technico-économique de l'agriculture  sur la commune est la culture de fleurs et/ou horticulture diverse. Trois exploitations agricoles ayant leur siège dans la commune sont dénombrées lors du recensement agricole de 2020 (neuf en 1988). La superficie agricole utilisée est de 5 ha,,.

## Culture locale et patrimoine

### Monuments et lieux touristiques
- La cabane de pêcheur de Coudalère, inscrite aux monuments historiques depuis 1994 ;
- Chapelle Notre-Dame-de-tous-les-horizons du Barcarès : chapelle du XXe siècle ;
- Église Notre-Dame-de- l'Assomption du Barcarès : église du XIXe siècle ;
- le Lydia : paquebot ensablé, symbole du Barcarès ;
- Allée des Arts.
- Barques catalanes.

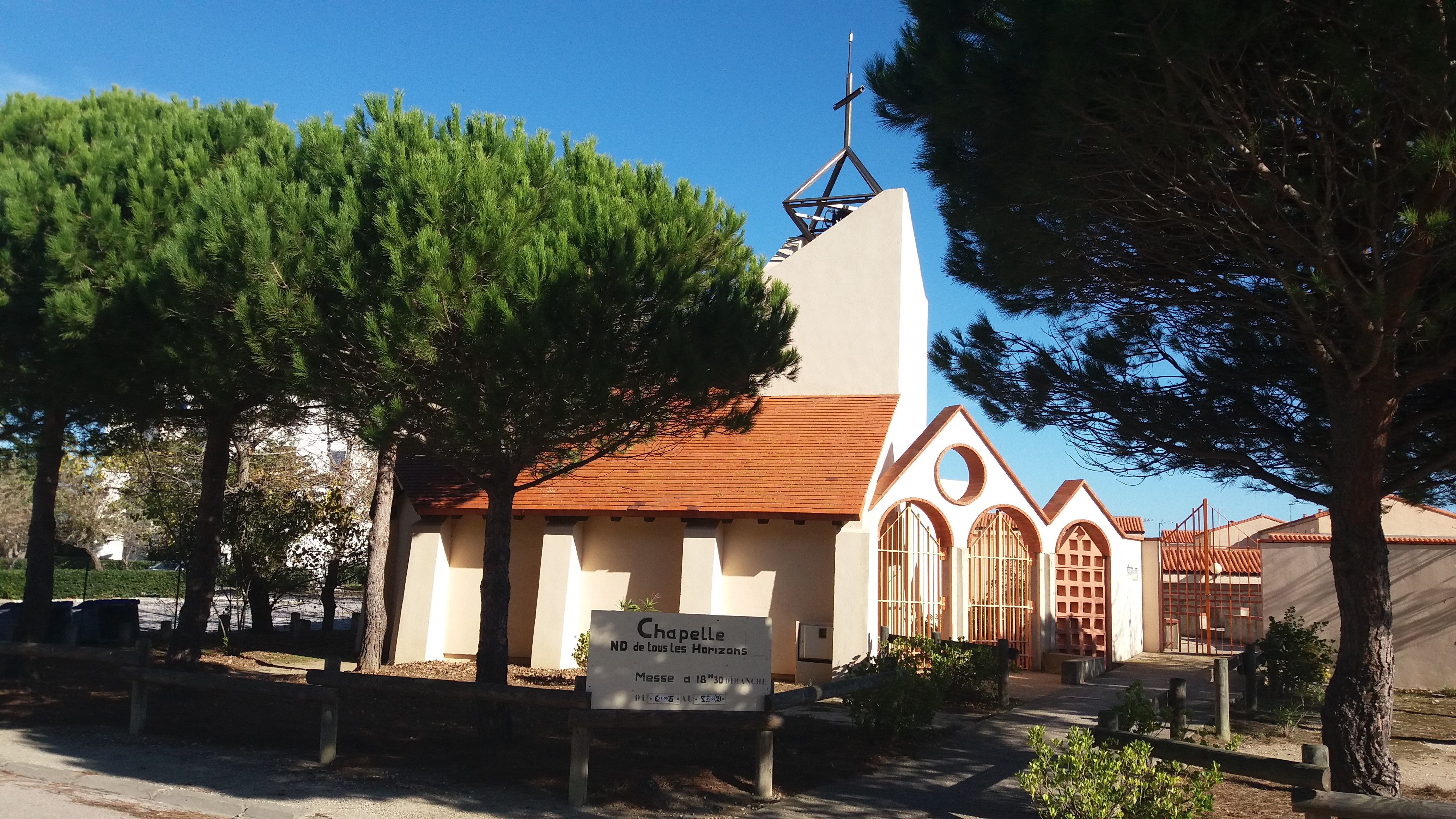
Chapelle Notre-Dame-de-tous-les-horizons.
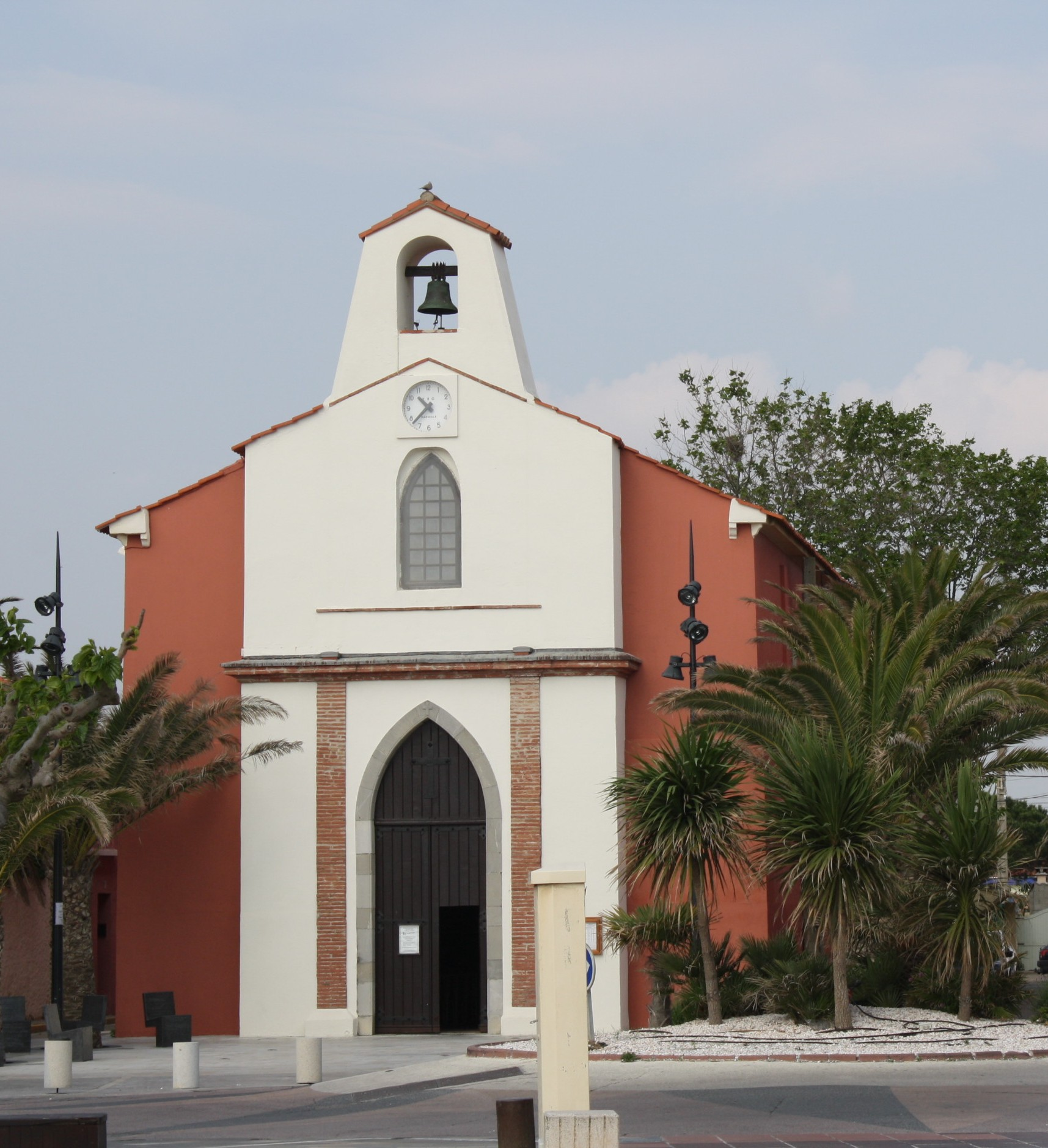
Église de l'Assomption.
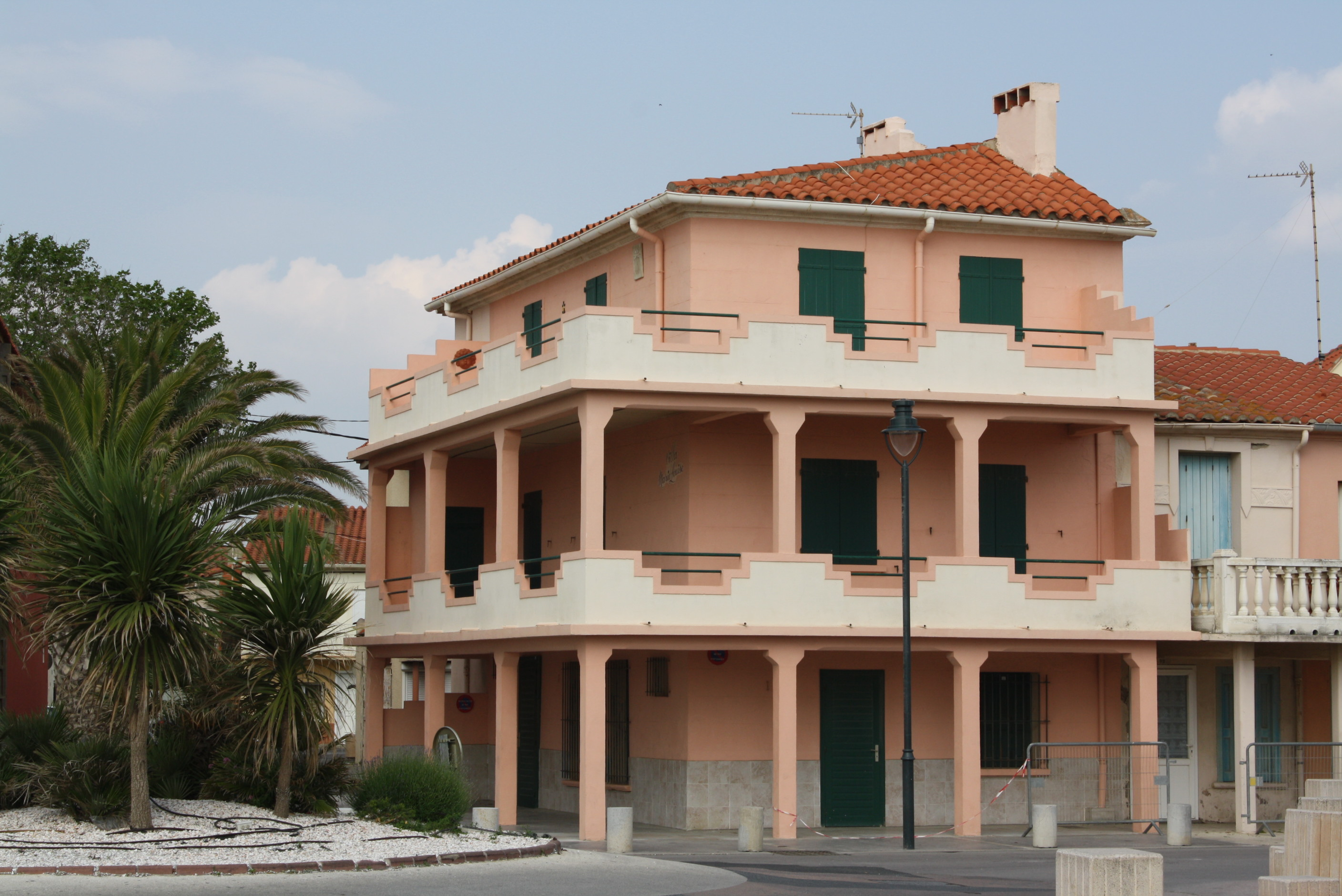
Maison du vieux village.
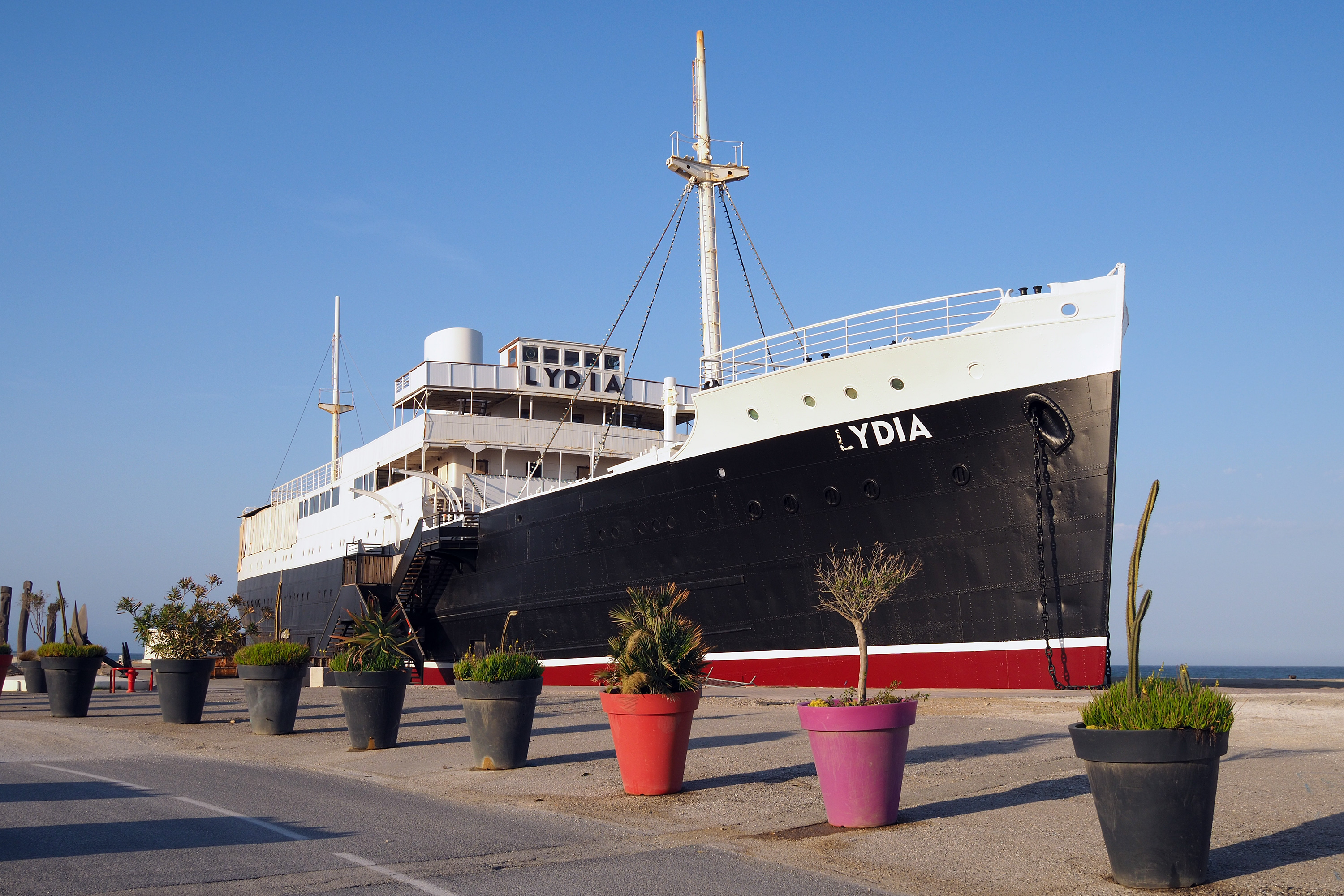
Le Lydia.
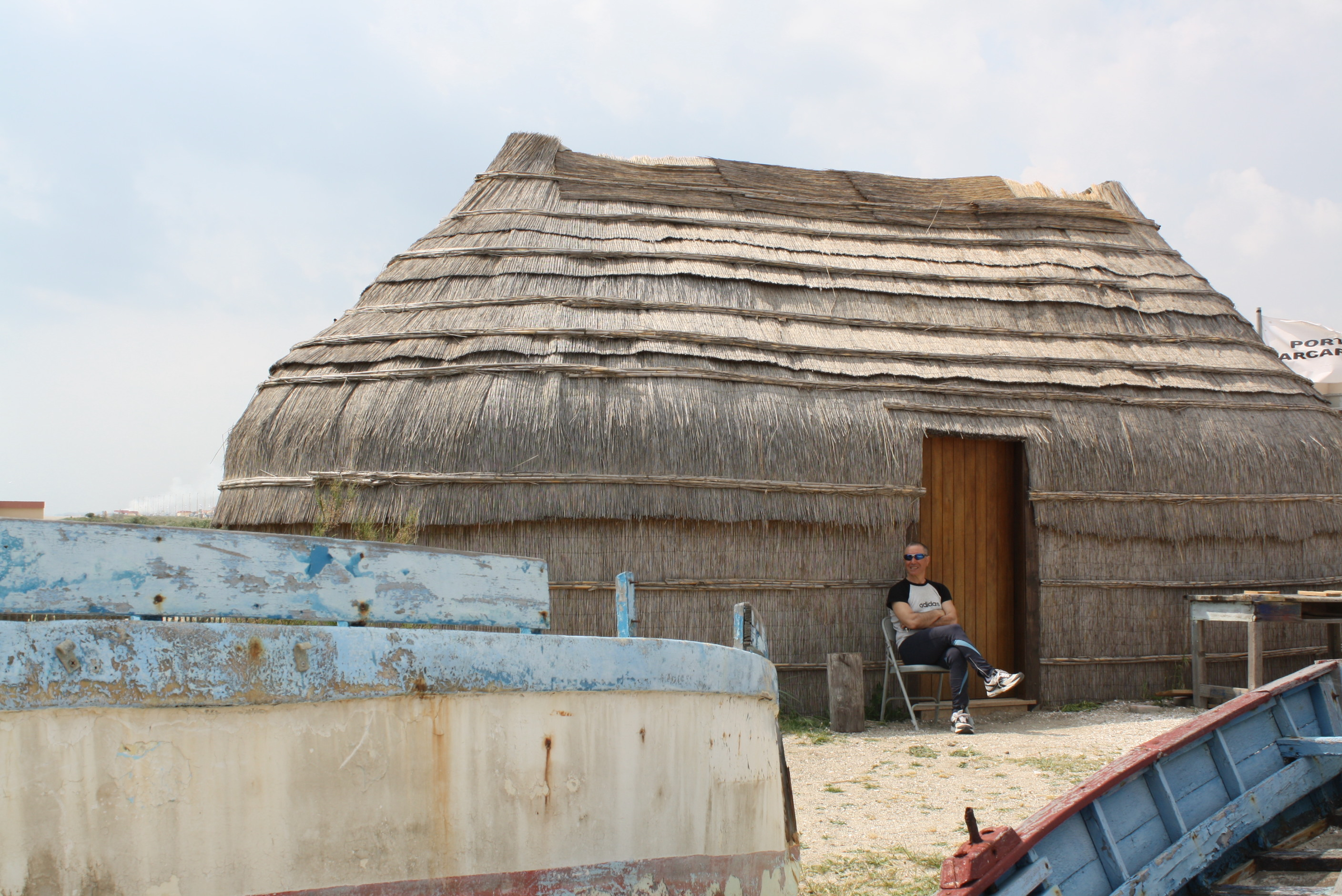
Paillotte.
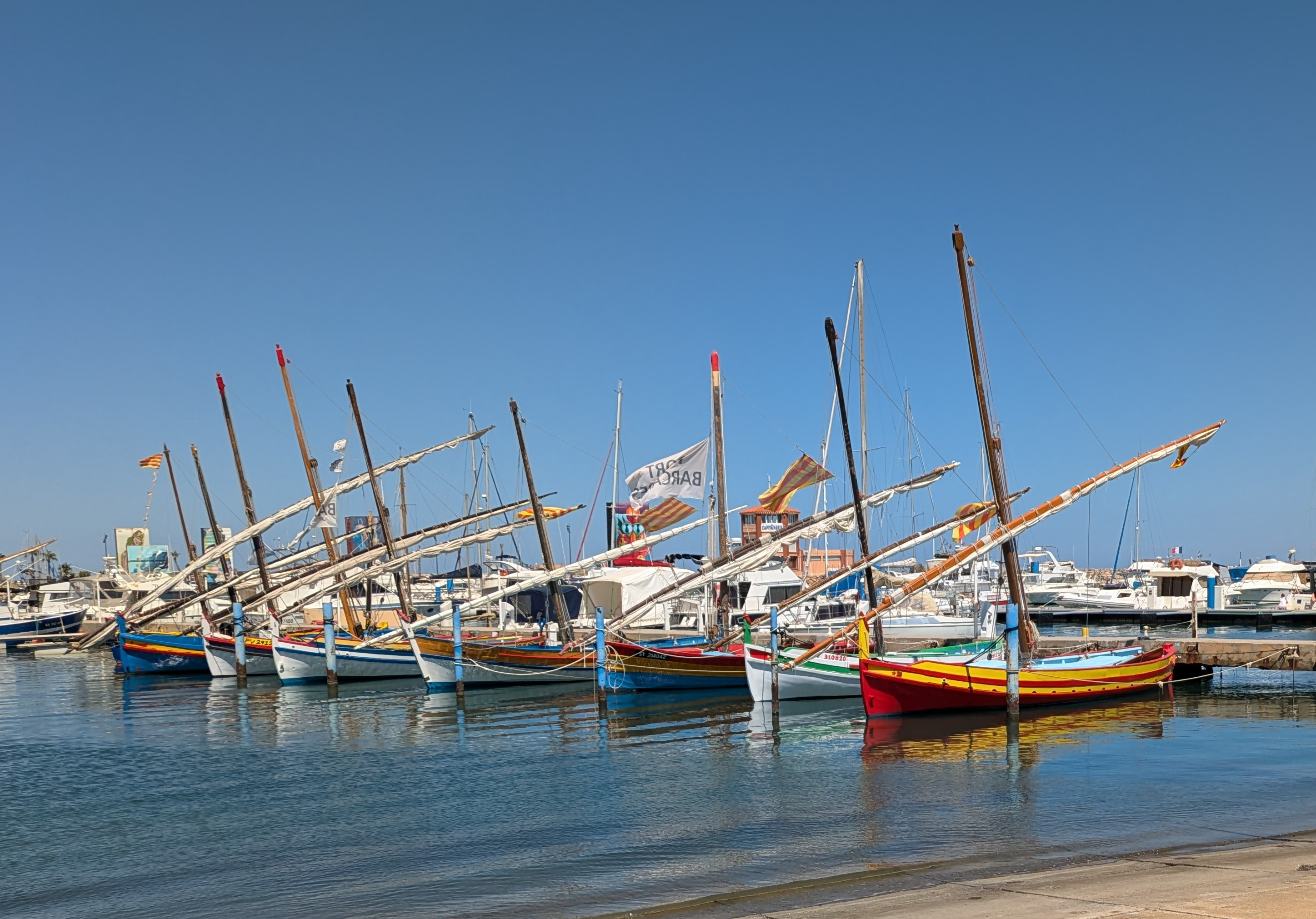
Barques catalanes, Port Barcarès[80],[81].

### Équipements culturels
- Centre culturel ;
- Bibliothèque municipale.

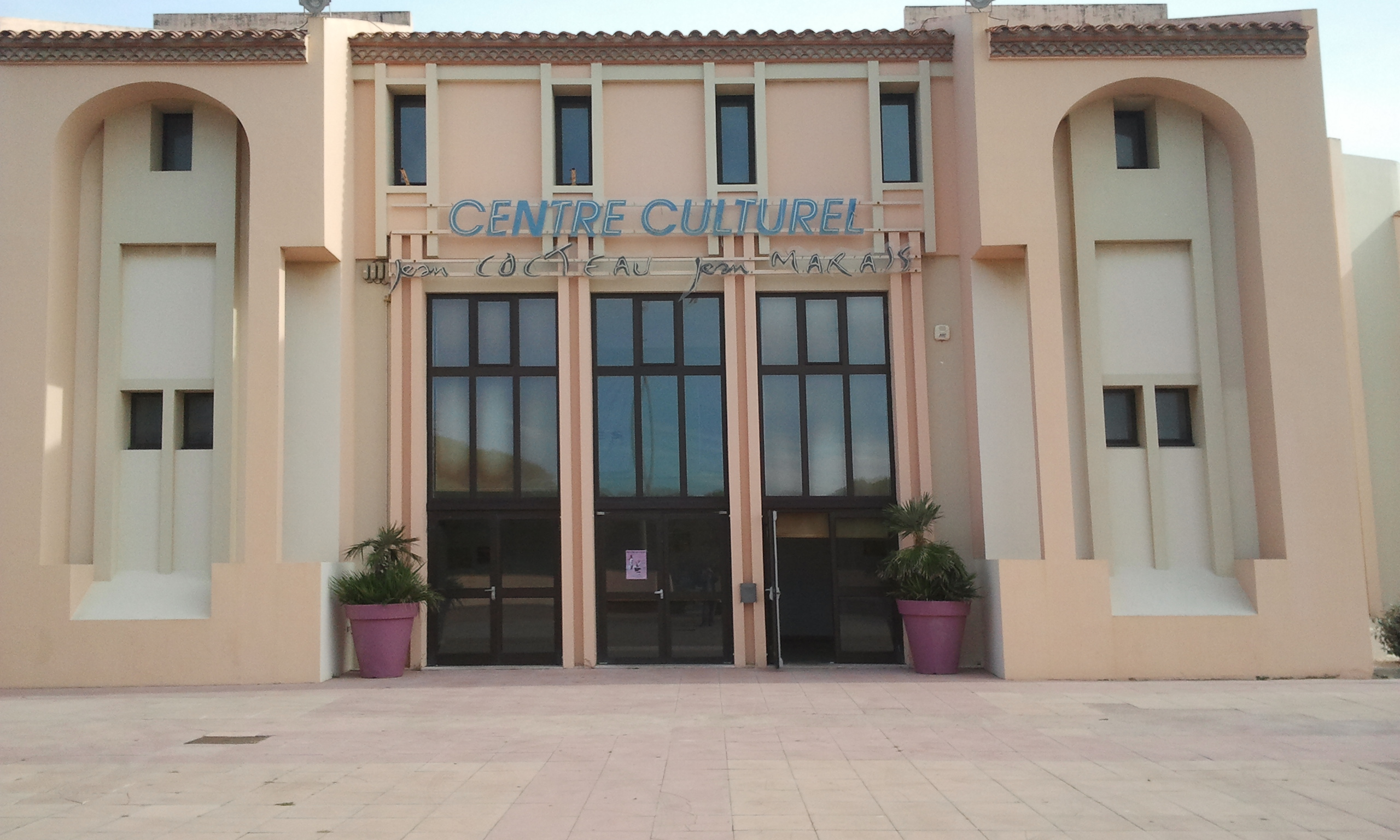
Le centre culturel.
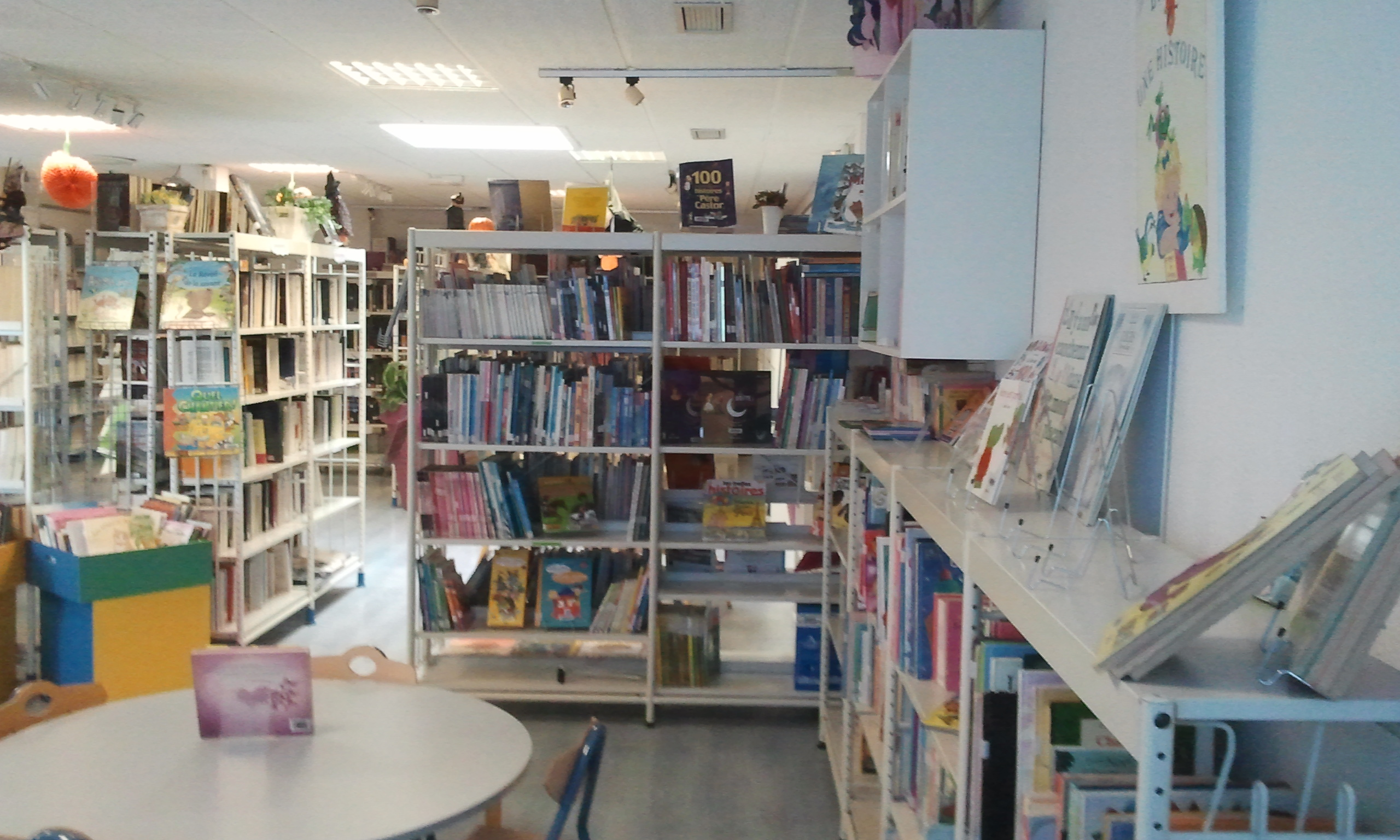
La bibliothèque.
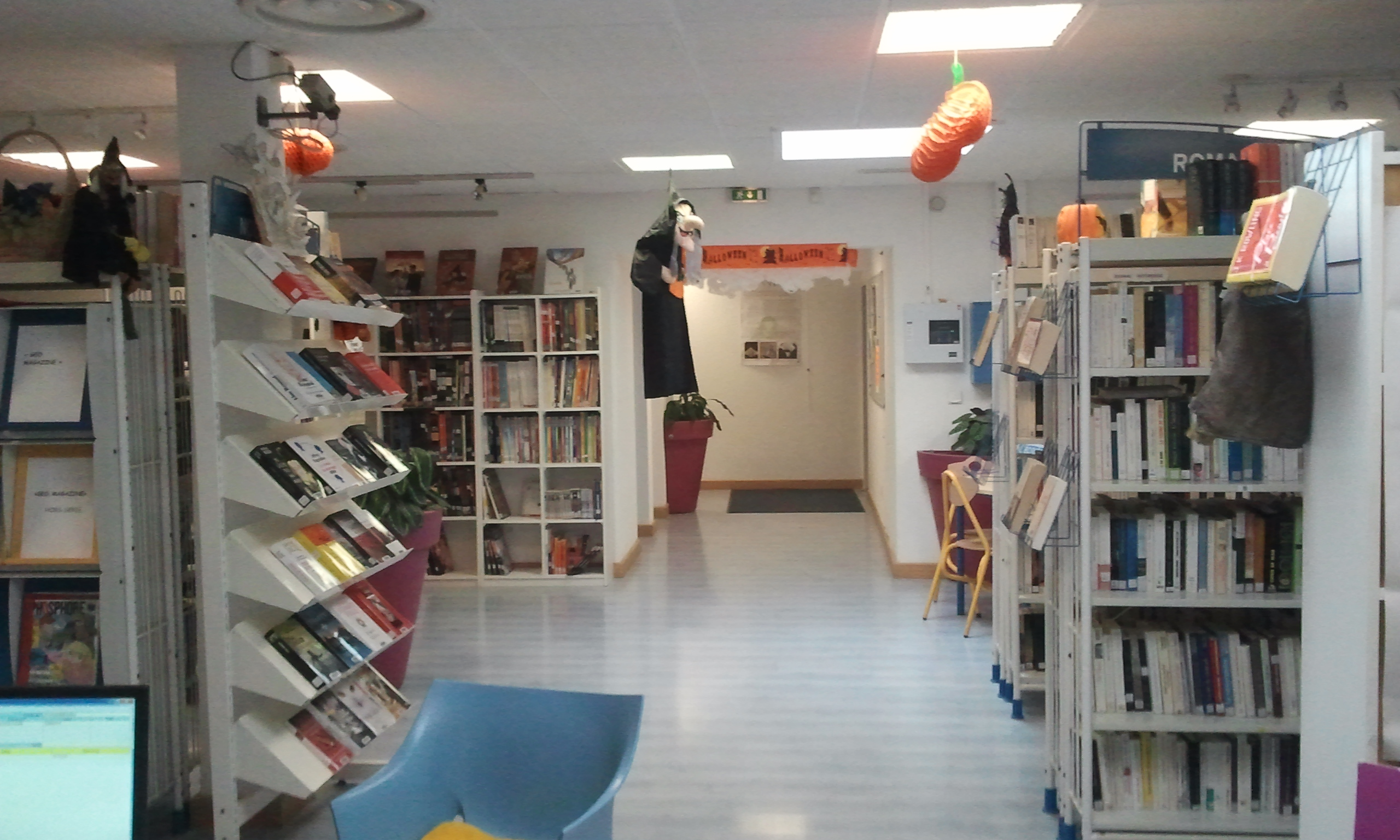
La bibliothèque.

Dans les années 1970-1980 a existé au Barcarès un zoo marin-delphinarium.

### Personnalités liées à la commune
- Miquel Abós Serena (1889-1940) : anarchiste espagnol mort au camp du Barcarès ;
- Manolo Valiente (1908-1991), peintre et sculpteur espagnol, interné au camp du Barcarès ;
- Georges Candilis (1913-1995) : architecte et urbaniste grec ayant travaillé à la conception de Port-Barcarès ;
- Abel Paz (1921-2009) : anarchiste espagnol interné au camp du Barcarès.

### Culture populaire
Littérature
- Daniel Hernandez, La bastos du Barca, Perpignan, Mare Nostrum, coll. « Polars catalans », 2008, 229 p. (ISBN 978-2-908476-63-7, BNF 41351471)[82]

Gastronomie
La bouillinade du Barcarès est une recette à base de poissons et de pommes de terre avec une sauce pimentée.

### Héraldique
| Armes de Le Barcarès | Les armes peuvent se blasonner ainsi : D'azur à la barque catalane d'or, au chef du même chargé de quatre pals de gueules. Le blason du Barcarès rappelle la vocation maritime de la ville. La partie haute porte les couleurs catalanes. |